# Expressionnisme de brique

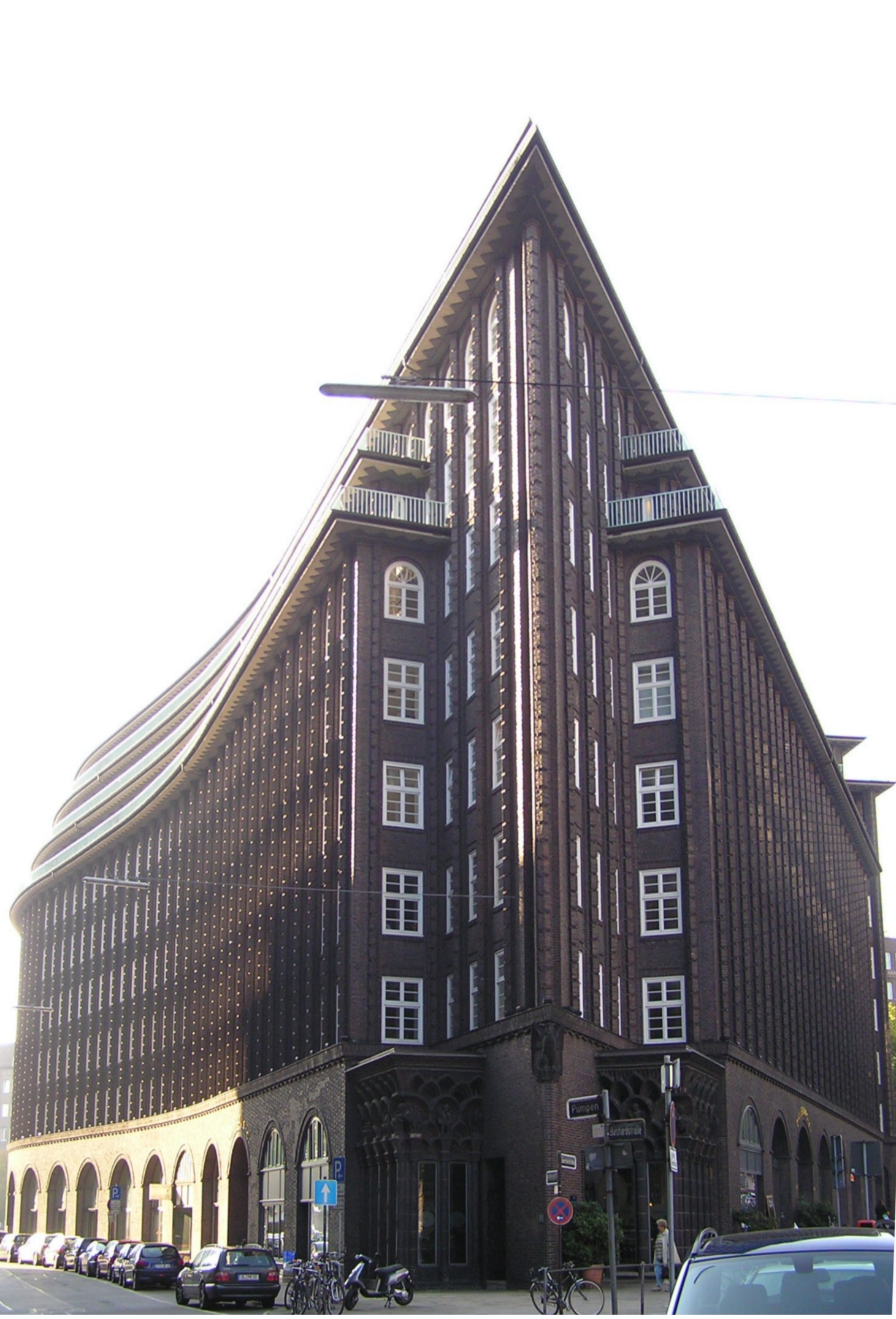
La Chilehaus à Hambourg

Le terme Expressionnisme de brique (en allemand : Backsteinexpressionismus) distingue une variante spécifique de l'architecture expressionniste utilisant la brique, les tuiles ou la brique vitrifiée comme matériaux de construction de prédilection. Les bâtiments répondant à ce style furent construits surtout dans les années 1920, et particulièrement en Allemagne.
Les centres régionaux de ce style furent les grandes villes du nord de l'Allemagne et la Ruhr, mais l'École d'Amsterdam appartient au même mouvement. Le style a aussi eu un impact hors des zones mentionnées.

## Style

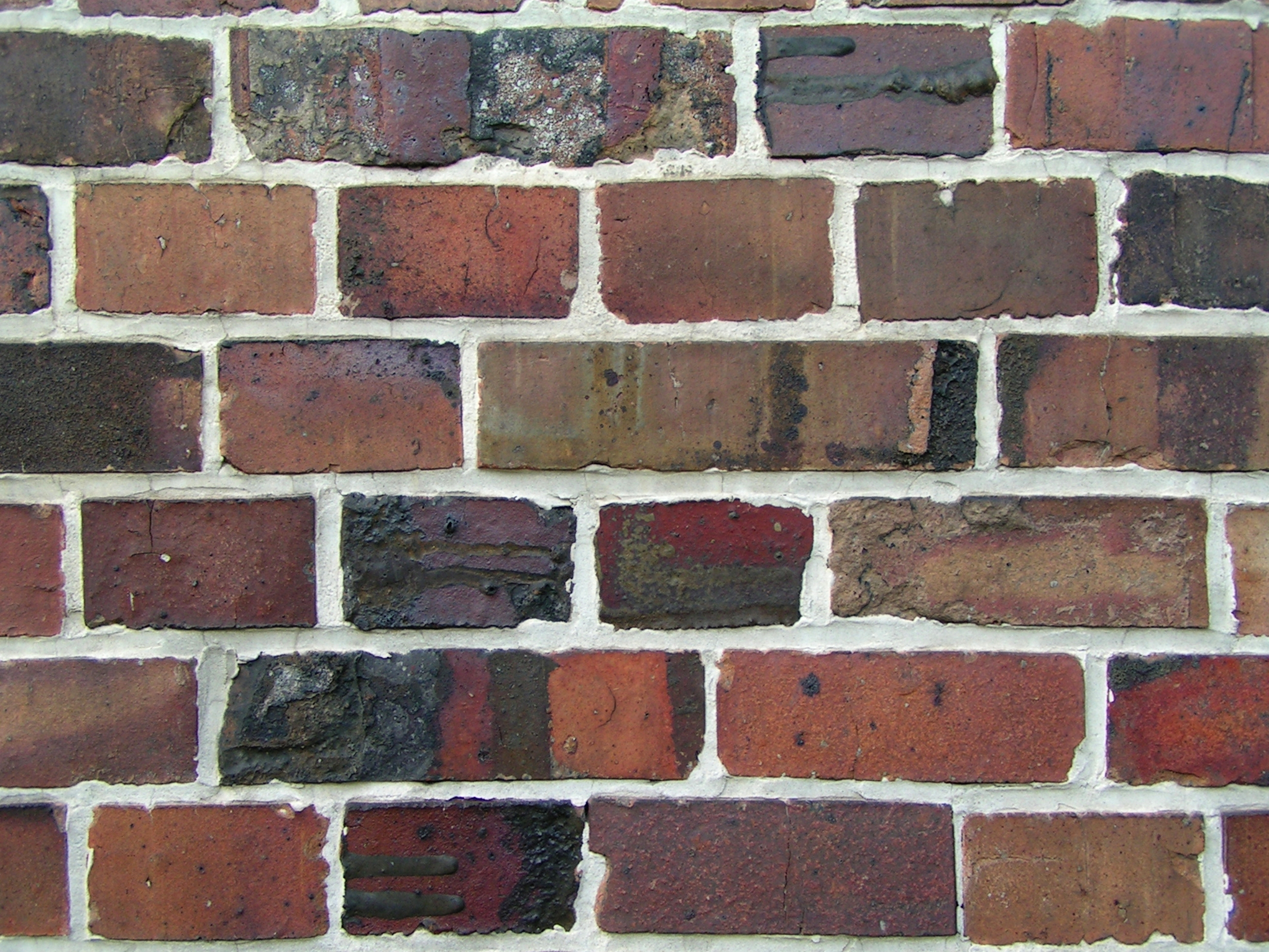
Briques vitrifiées, de type Klinker

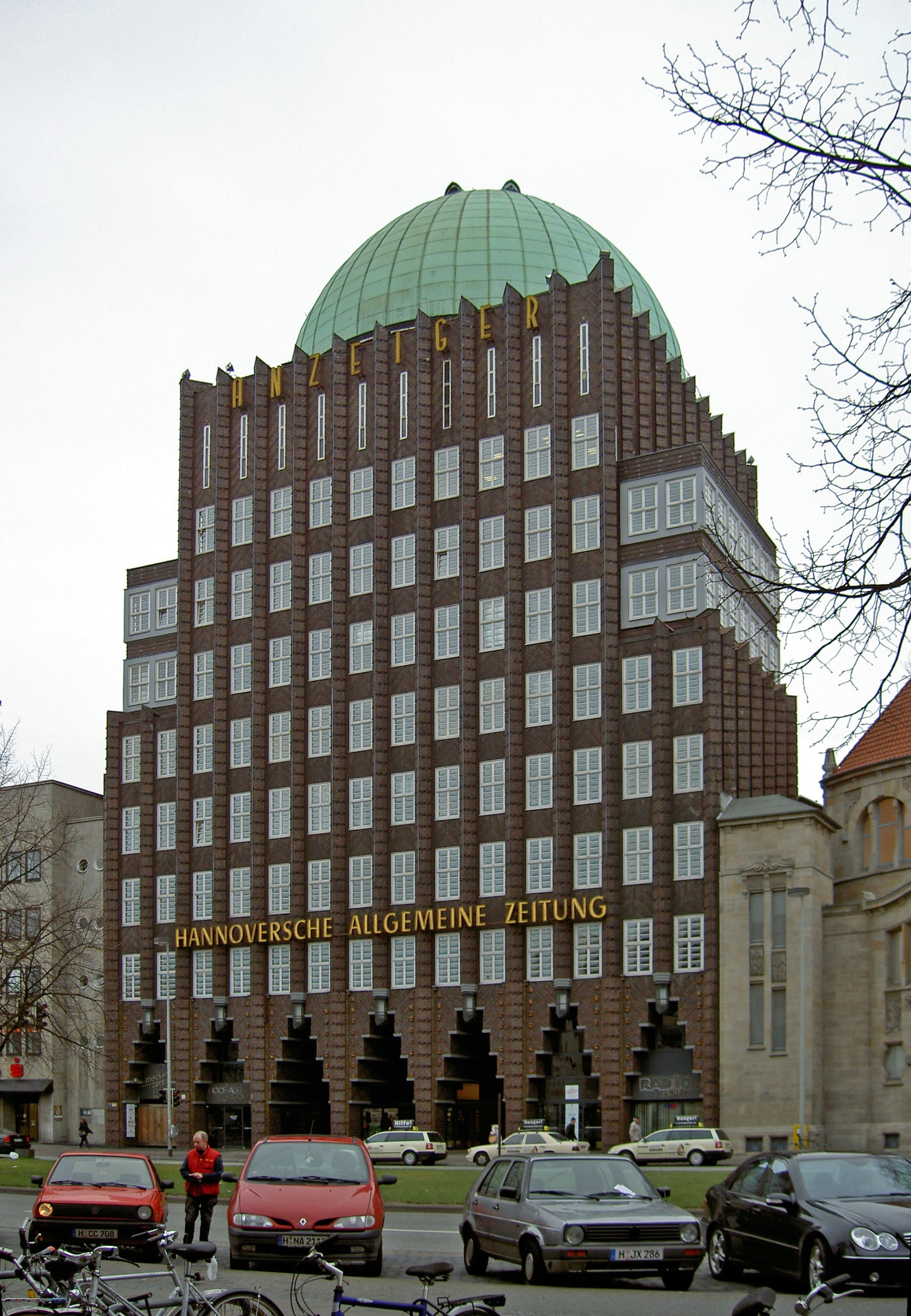
La Anzeigerhochhaus à Hanovre.

L'Expressionnisme de brique se développa en même temps que la Nouvelle Objectivité de l'architecture du Bauhaus. Mais tandis que les architectes du Bauhaus plaidaient en faveur de l'abandon de tout élément décoratif, les architectes expressionnistes élaborèrent une forme distincte d'ornementation, souvent faite d'éléments rugueux, anguleux ou pointus. Ceux-ci servaient à exprimer le dynamisme de l'époque, rempli d'intensité et de tension.
Le matériau le plus important était bien sûr la brique ou la brique vitrifiée (Klinker) donnant son nom au mouvement. La brique vitrifiée est très malléable à haute température, spécialement pour les façades. Ce matériau fut surtout adapté aux bâtiments industriels en raison des conditions climatiques difficiles, particulièrement dans la Ruhr. Ces façades rugueuses caractéristiques et la riche variété des couleurs, allant du marron au pourpre en passant par le rouge, contribua aussi à la popularité du matériau.

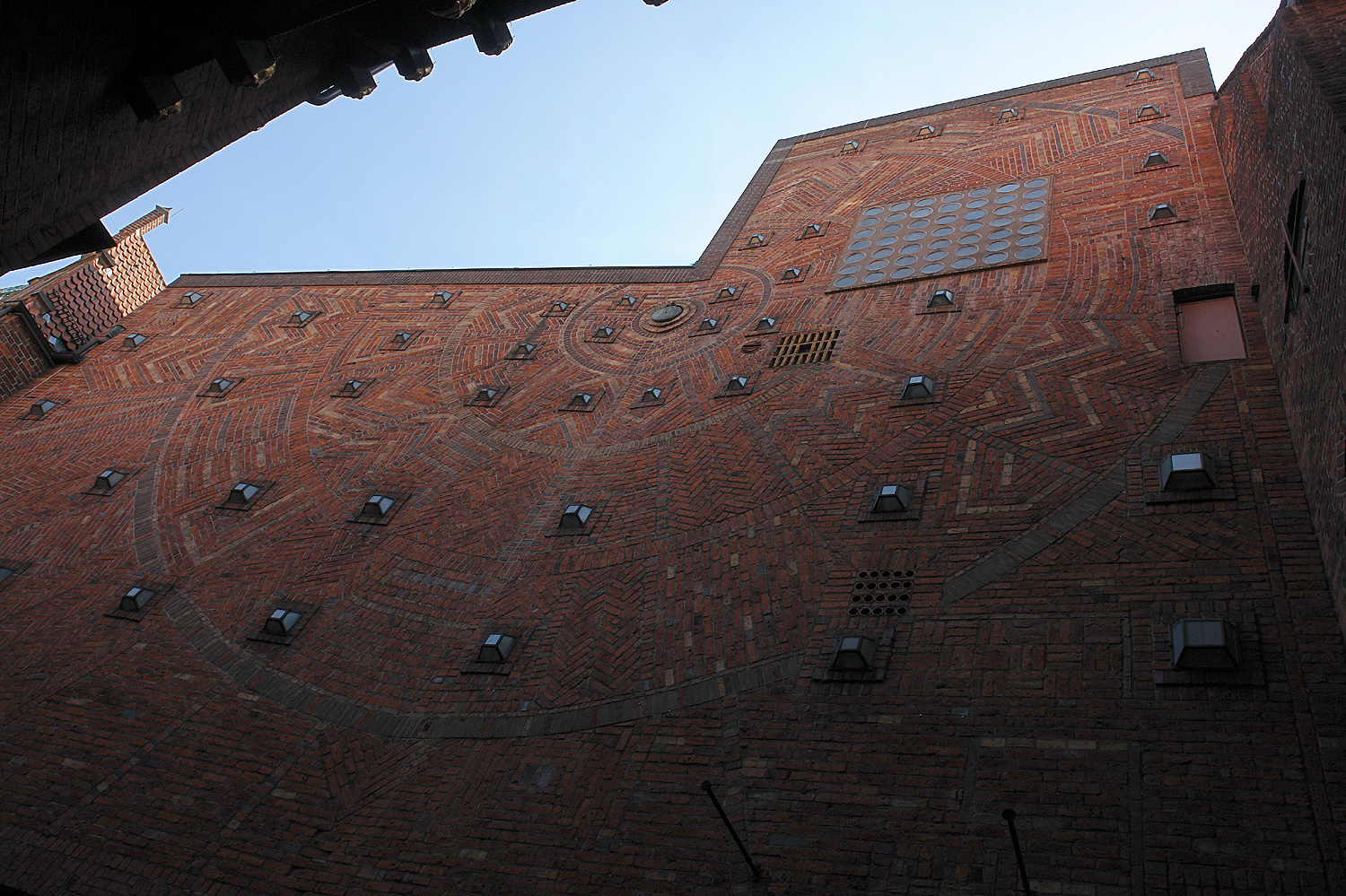
Mise en œuvre de la brique pour créer un motif complexe, Böttcherstraße à Brême.

Une caractéristique marquante de l'Expressionnisme de brique est l'expressivité vivante de ses façades, réalisée simplement par le choix de la mise en œuvre des lits de briques. Ceci aida à animer de grands murs sinon monotones. Parfois même les rebuts de brique (c'est-à-dire des pièces abîmées pendant leur cuisson ou ayant cuit trop longtemps et ayant pris une couleur inattendue ou non-désirée) étaient utilisés comme éléments décoratifs, exploitant leur apparence singulière. Les briques d'angle étaient combinées en une variété d'arrangements, créant un riche répertoire ornemental dont des formes spécifiques de sculptures. Les lits horizontaux de briques alternant entre protubérance et léger enfoncement est une autre mise en œuvre couramment employée, comme par exemple pour la Hans-Sachs-Haus à Gelsenkirchen (1927).
Les dessins de façade étaient mis en valeur par l'utilisation de sculptures architecturales faites de briques vitrifiées ou de céramiques. Un représentant bien connu de cette forme d'art Richard Kuöhl. Ernst Barlach créa aussi des statues en brique vitrifiée comme les frises du Gemeinschaft der Heiligen (assemblée des Saints) de Sainte Catherine à Lübeck (achevé par Gerhard Marcks).
Ce style reprend le répertoire formel traditionnel de la brique et puise ses sources dans des styles plus anciens, en premier lieu l'architecture gothique de brique très typique du nord de l'Allemagne et des Pays-Bas au Moyen Âge, notamment des exemples assez épurés qui suscitaient l'admiration, telle que l'église Sainte-Marie de Stralsund. Il intègre aussi d'autres styles contemporains, ainsi la Chilehaus de Fritz Höger à Hambourg est dominée par l'esthétique Art déco. Mais l'Expressionnisme de brique réinterprète librement ses sources d'inspiration de manière délibérée pour créer ses propres formes, au particularisme souvent très marqué, comme les églises paraboliques (Parabel-Kirchen), par exemple la Heilig-Kreuz-Kirche à Gelsenkirchen-Ückendorf.

## Allemagne septentrionale

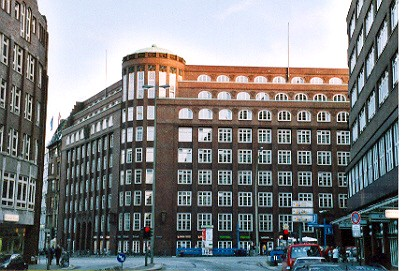
Bureaux à Gänsemarkt, Hambourg.

Des exemples exceptionnels d'Expressionnisme de brique se trouvent à Hambourg. Là, Fritz Höger bâtit la Chilehaus, immeuble hautement innovant avec son aspect aux verticales très accentuées et son usage presque ludique des matériaux. D'autres exemples sont le Sprinkenhof voisin, la Broschekhaus et le Zigarettenfabrik Reemtsma (usine de cigarettes Reemtsma).
Un autre protagoniste très important de ce style au nord de l'Allemagne fut Fritz Schumacher. Il créa de nombreux bâtiments publics à Hambourg comme les bureaux financiers sur Gänsemarkt, le crématorium du cimetière d'Ohlsdorf, le lycée Walddörfer-Gymnasium à Volksdorf et l'école de Jarrestadt.
La Böttcherstraße à Brême est un autre exemple important de ce style en Allemagne du nord.

À Hambourg et dans le nord de l'Allemagne
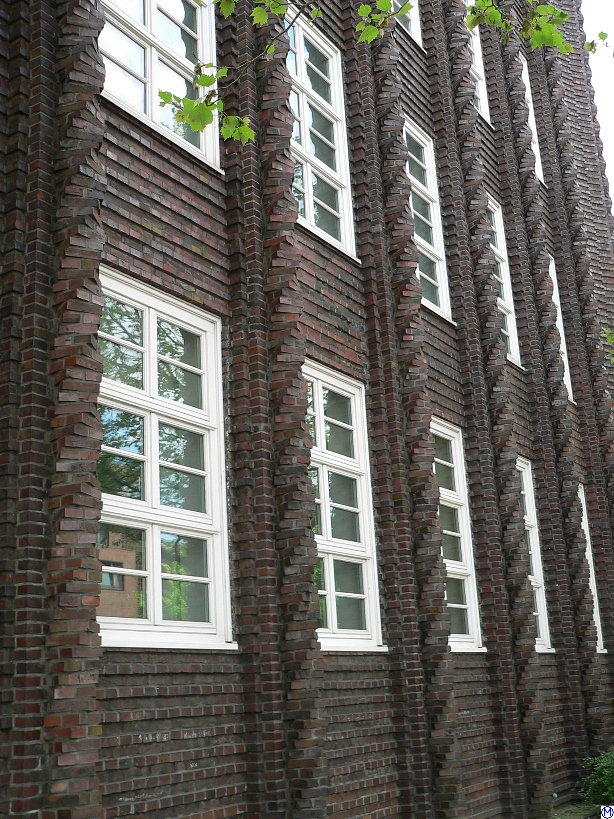
Usine de cigarettes Reemtsma à Hambourg, Fritz Höger architecte.
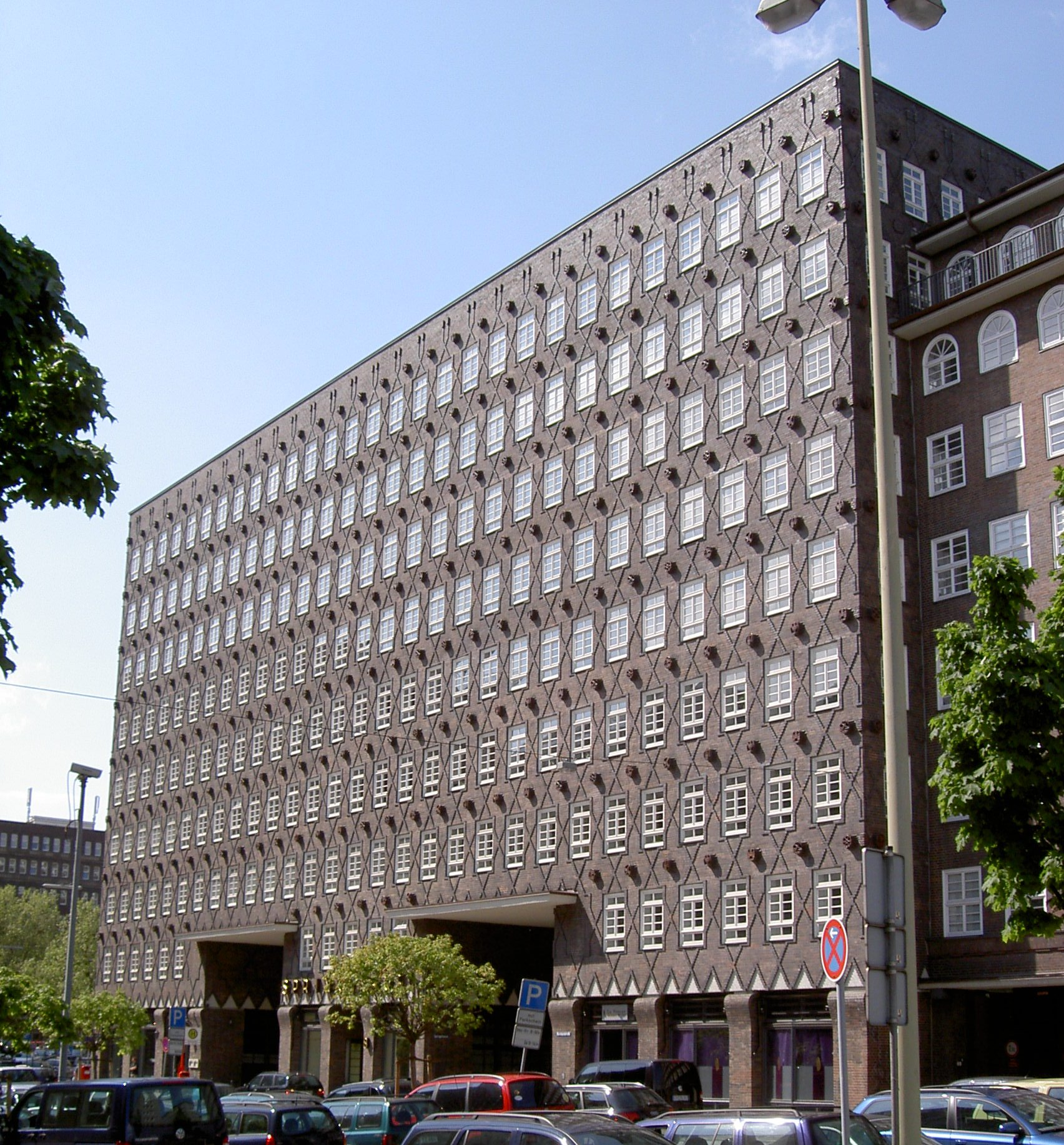
Sprinkenhof à Hambourg.
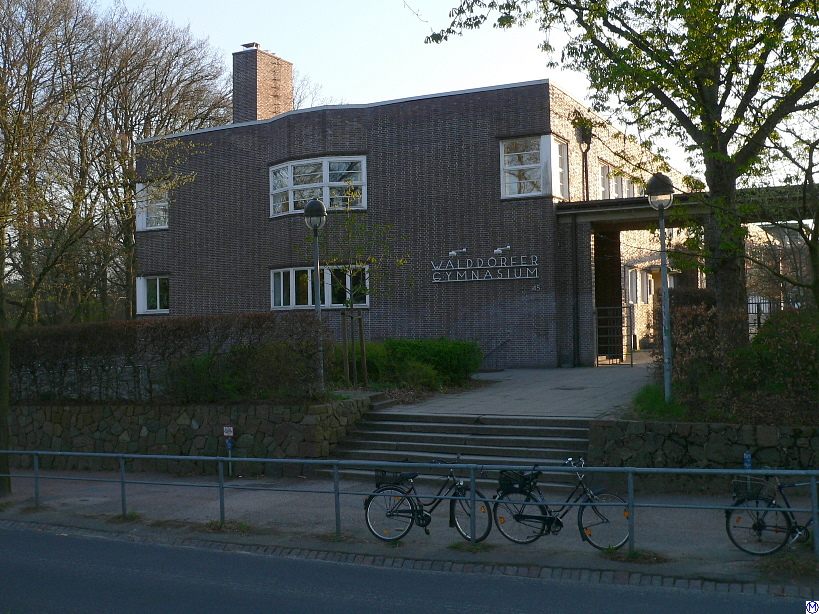
Walddörfer Gymnasium (lycée) à Hambourg.
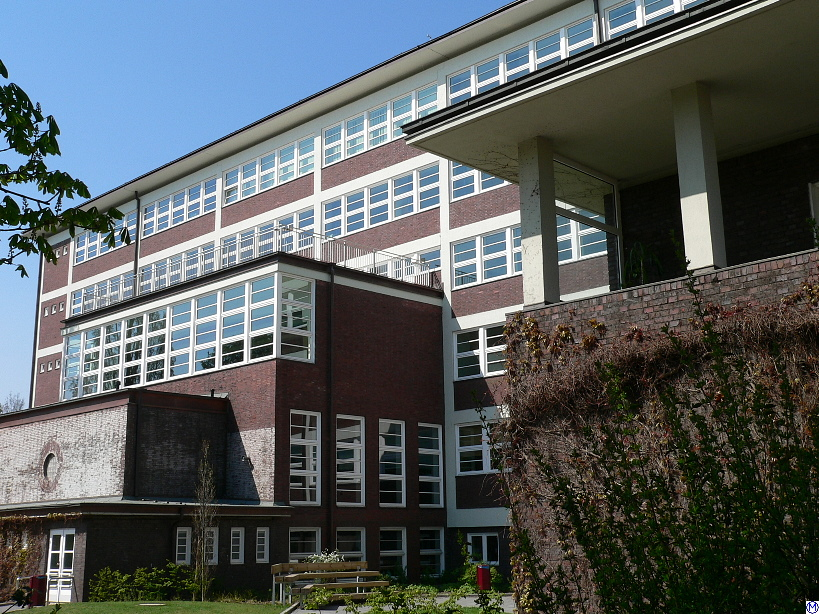
École Jarrestadt à Hambourg.
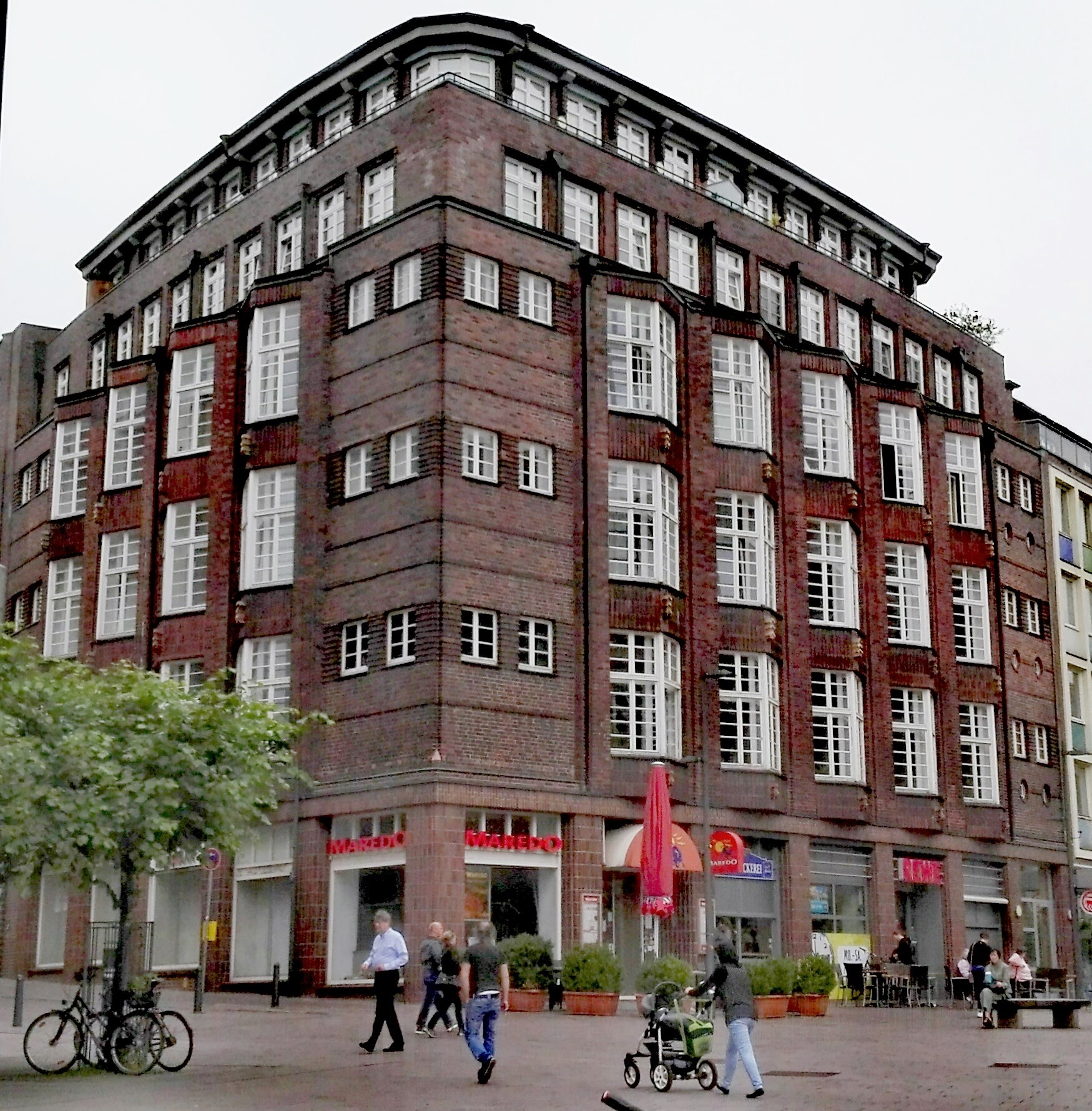
Grand magasin à Klingenberg, Lübeck
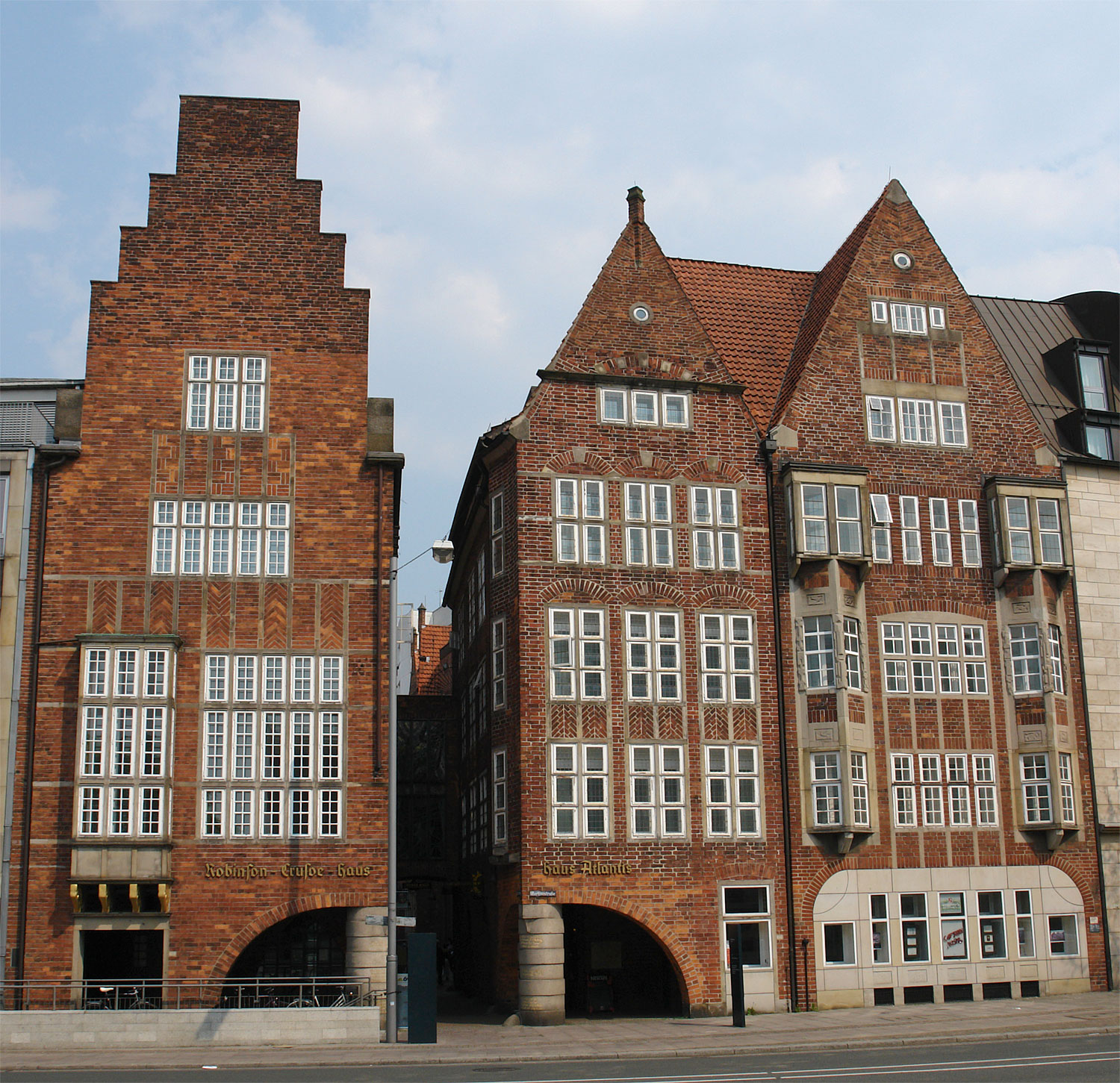
La Böttcherstraße à Brême.
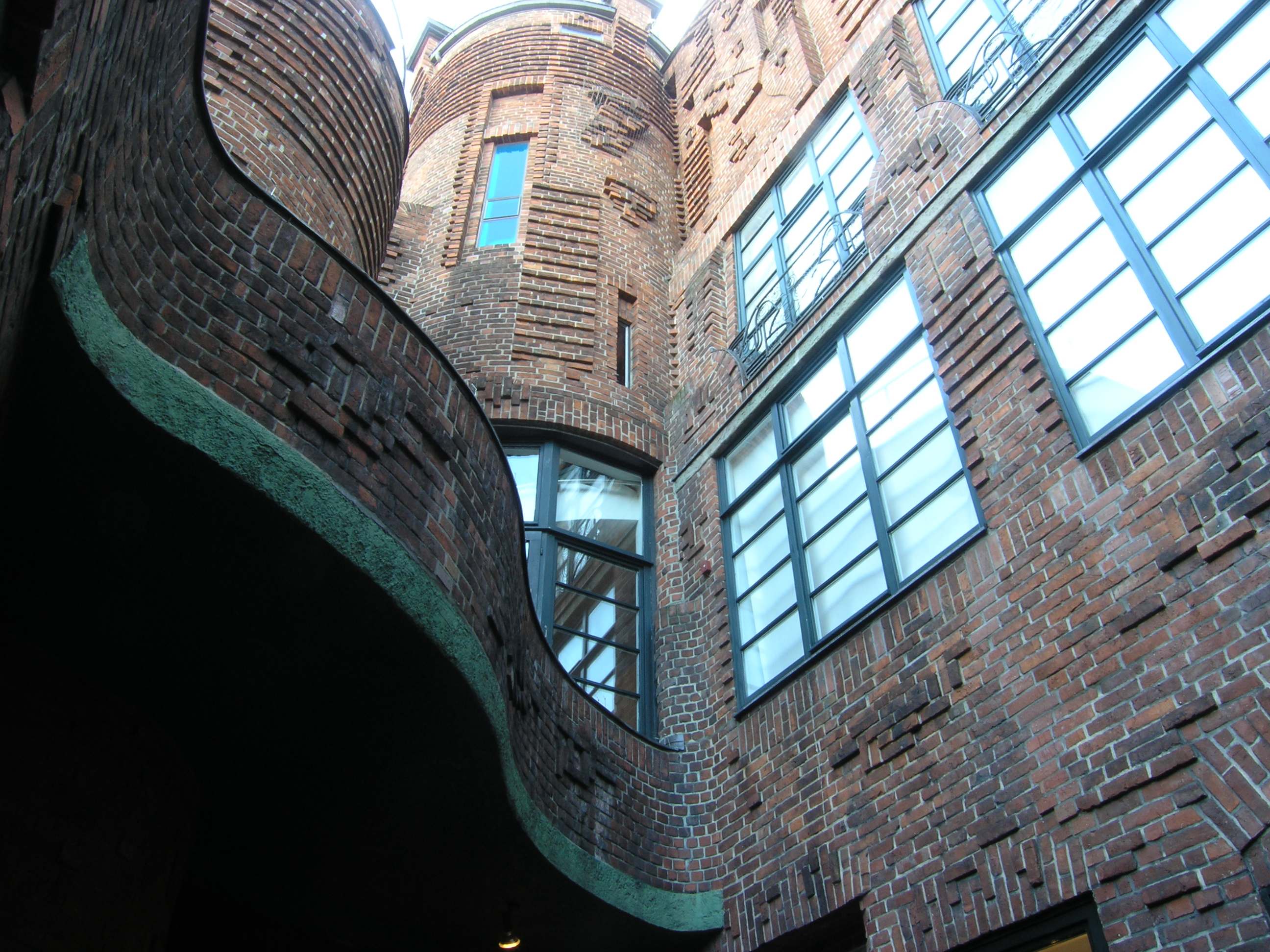
Böttcherstraße de Brême.

## La Ruhr

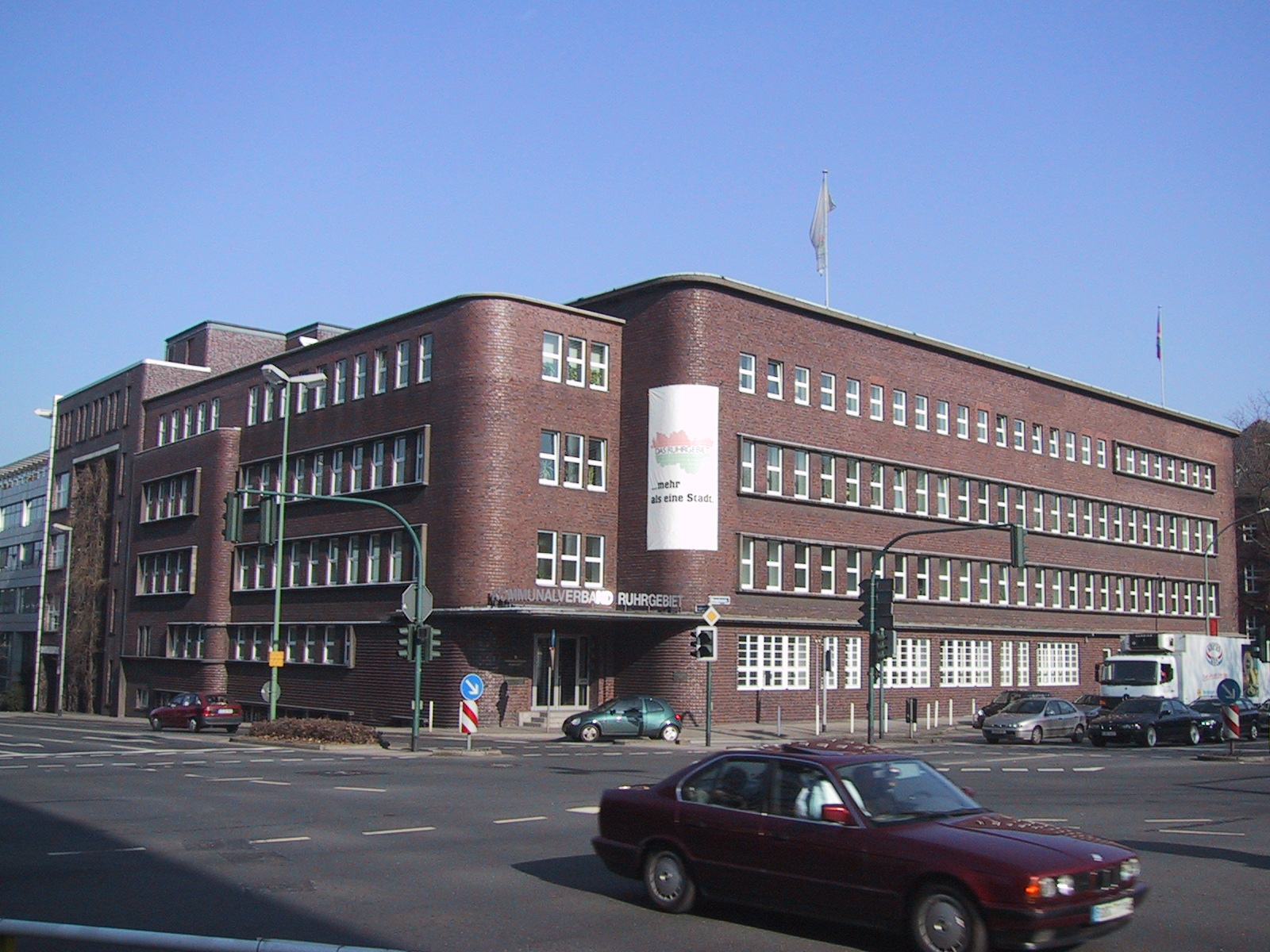
Siège social du syndicat régional à Essen

Dans la Ruhr, l'Expressionnisme de brique eut sa distribution la plus dense, développant le caractère du style de la région. Les matériaux pouvaient résister aux conditions industrielles difficiles et permettaient la création de façades bien équilibrées et variées relativement facilement. Seuls les briques vitrifiées à haute température étaient relativement chères, c'est la raison pour laquelle beaucoup de bâtiments eurent des façades dessinées avec pour moitié des briques vitrifiées et pour moitié crépies.
Des exemples furent créés à travers toute la Ruhr, y compris dans l'architecture industrielle (hangars d'assemblage, bureaux, châteaux d'eau, etc.) et l'architecture domestique. La brique fut aussi utilisée pour les bâtiments d'apparat comme les mairies, les postes, les églises et les villas.
Un exemple important est la Hans-Sachs-Haus construite par Alfred Fischer (en) à Gelsenkirchen, planifiée comme un bâtiment multi-fonctionnel mais pouvant être utilisé comme un hôtel de ville. Sa façade en brique relativement simple et ses angles arrondis caractérisent ce bâtiment comme une synthèse entre l'Expressionnisme et la Nouvelle Objectivité.
Toujours à Gelsenkirchen, dans la région d'Ückendorf, se trouve l'œuvre majeure de Josef Franke, l'église parabolique de la Heilig-Kreuz (Sainte-Croix). Sa voûte a la forme d'une grande parabole. Le sommet de la tour carrée est couronné par la figure du Christ faite en brique. L'église fut sécularisée le 18 août 2007.
D'autres bâtiments importants dans la Ruhr témoignant de l'Expressionnisme de brique sont les commissariats, mairies et Bert-Brecht-Haus à Oberhausen, les bureaux d'Alfred Fischer (en)pour le Regionalverband Ruhrgebiet (Syndicat régional du développement de la Ruhr) à Essen, le bâtiment du BOGESTRA et le commissariat de Bochum, ainsi que le service de chirurgie pédiatrique de l'hôpital municipal de Dortmund.

Dans la Ruhr, en Westphalie et en Rhénanie
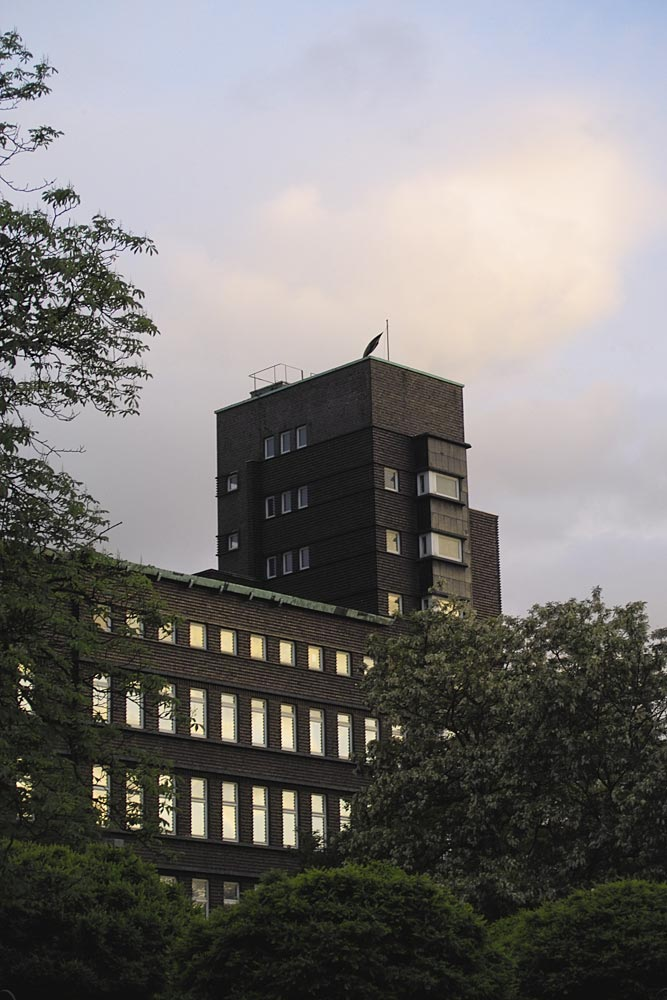
Hans-Sachs-Haus à Gelsenkirchen
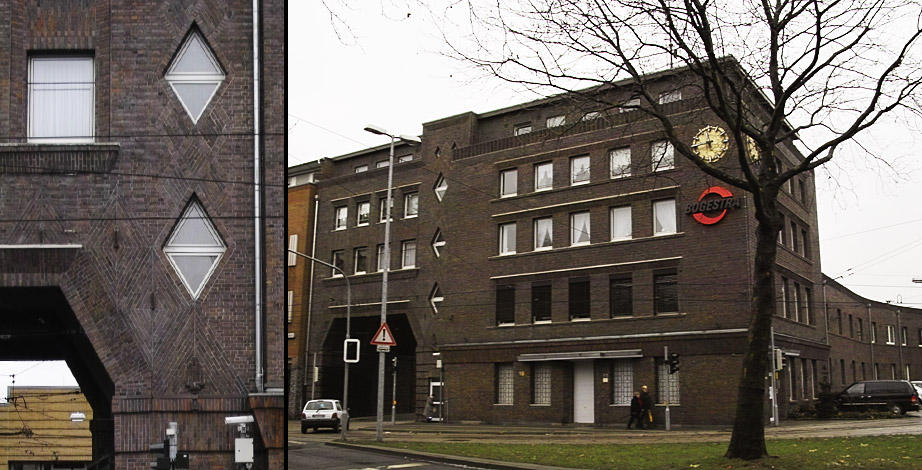
Tramyard à Gelsenkirchen
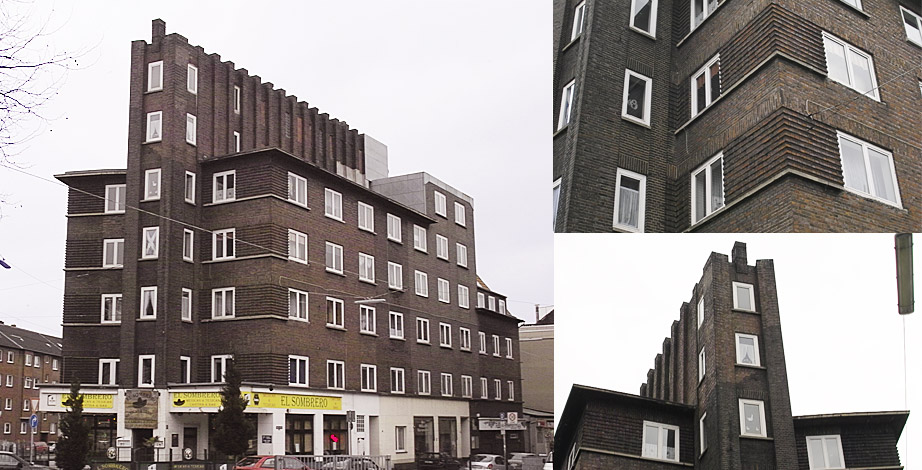
Immeuble d'habitation avec commerce "Ring-Eck" à Gelsenkirchen
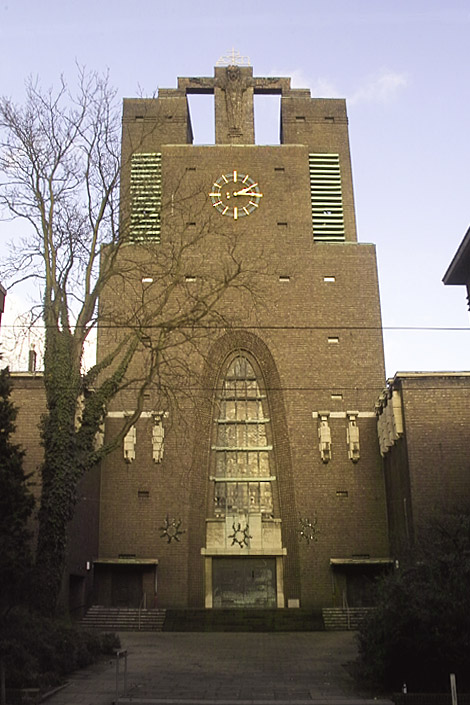
Église de la Heilig-Kreuz à Gelsenkirchen-Ückendorf
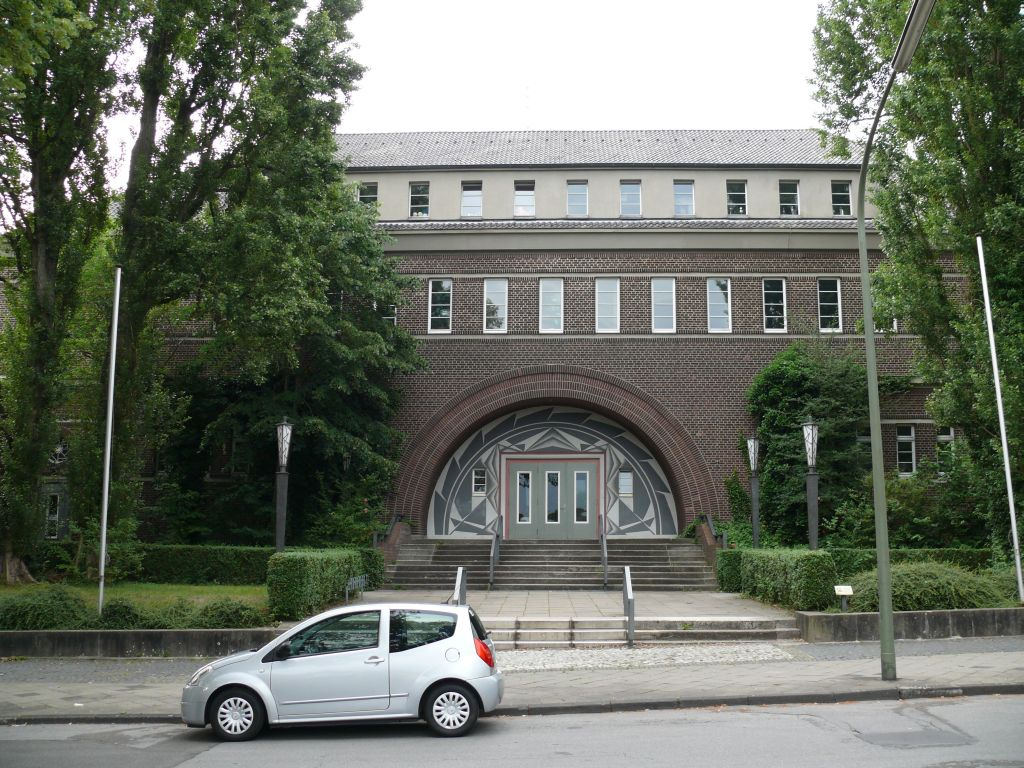
Salle multifonctionnelle Rotthausen à Gelsenkirchen
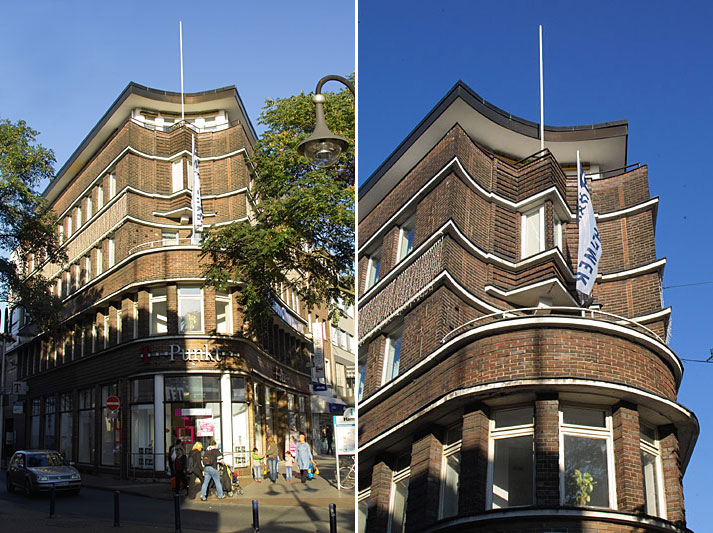
Immeuble d'habitation avec commerce Lommel, Hamm de Max Krusemark, 1927
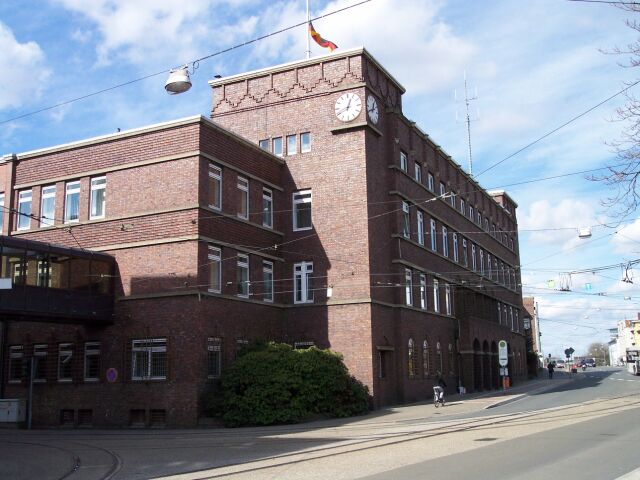
Siège social de BOGESTRA à Bochum
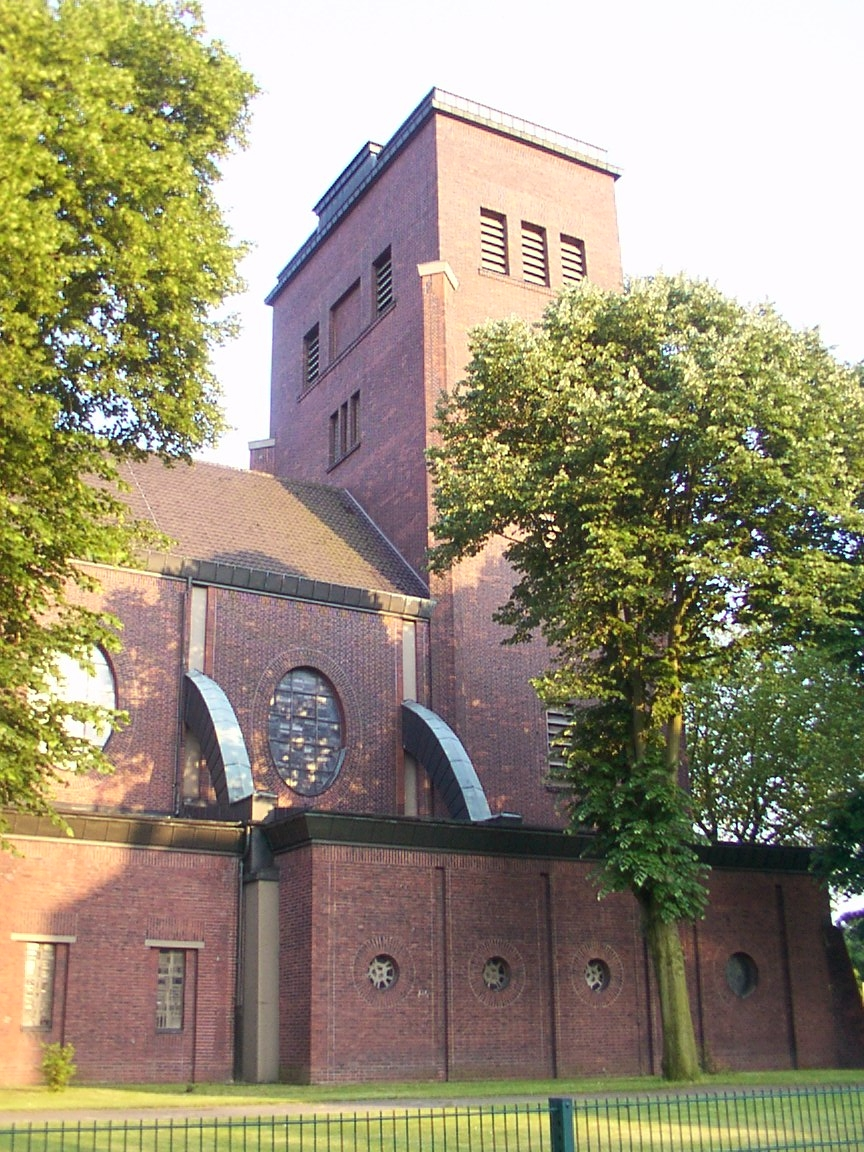
Saint-Antoine à Castrop-Rauxel-Ickern
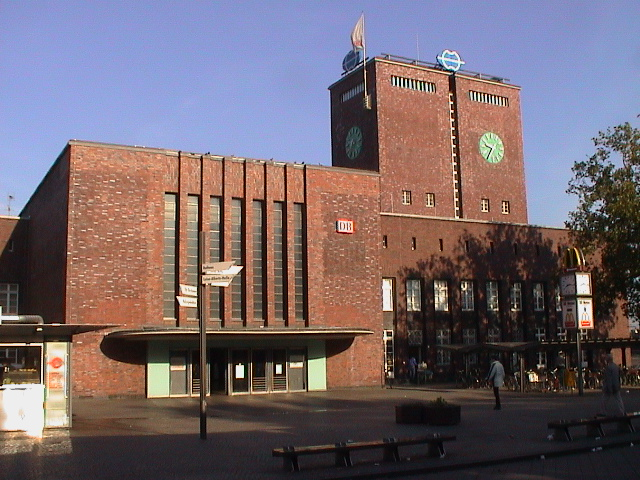
Gare d'Oberhausen
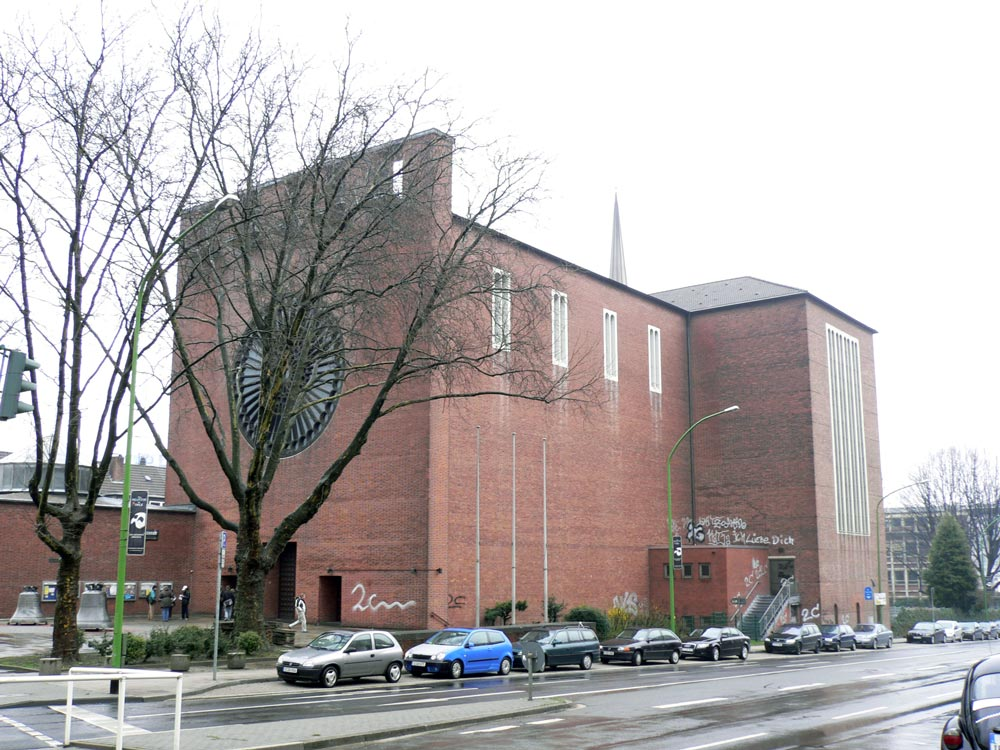
église Saint-Engelbert à Essen

## Berlin
Les exemples de Berlin incluent la Kreuzkirche (église de la Sainte-Croix) de Berlin-Schmargendorf, ainsi que l'église luthérienne sur la Hohenzollernplatz construite par Fritz Höger en 1933 à Berlin-Wilmersdorf.

À Berlin
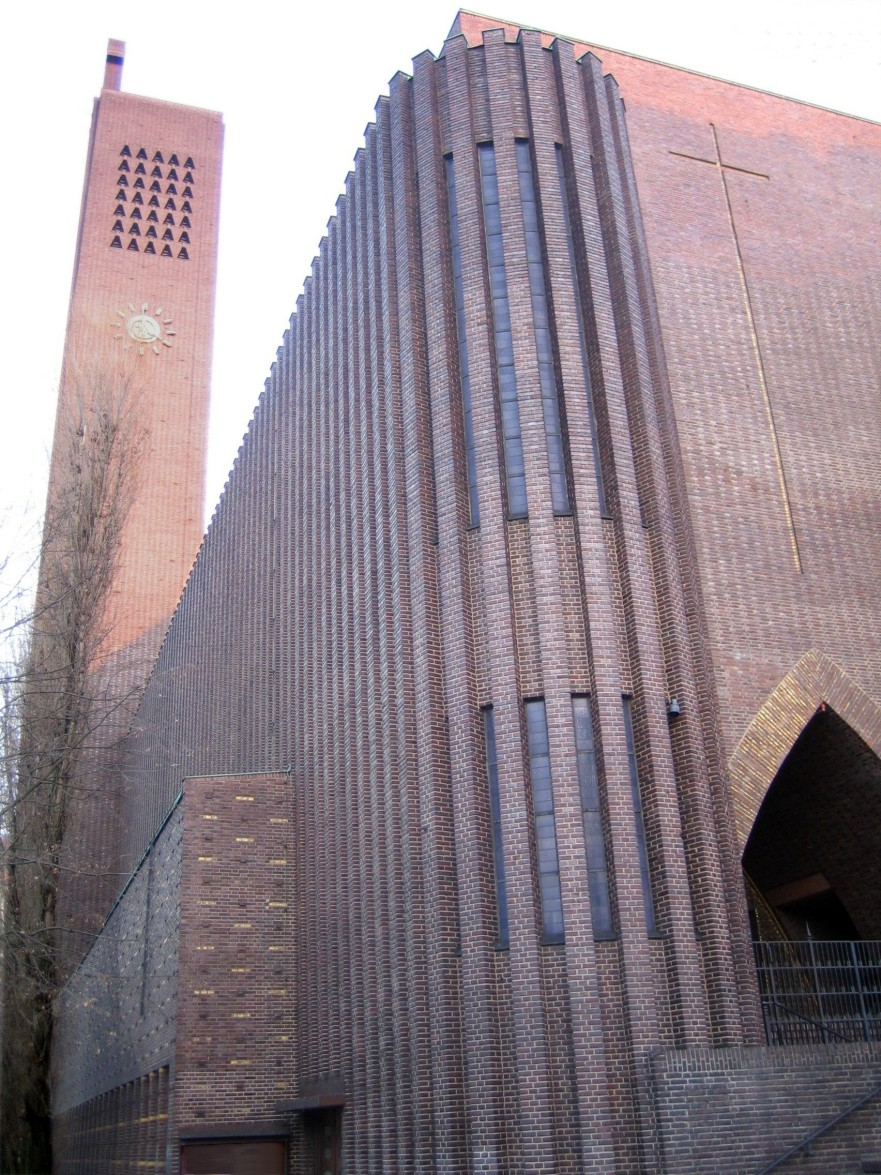
Kirche am Hohenzollerndamm à Berlin
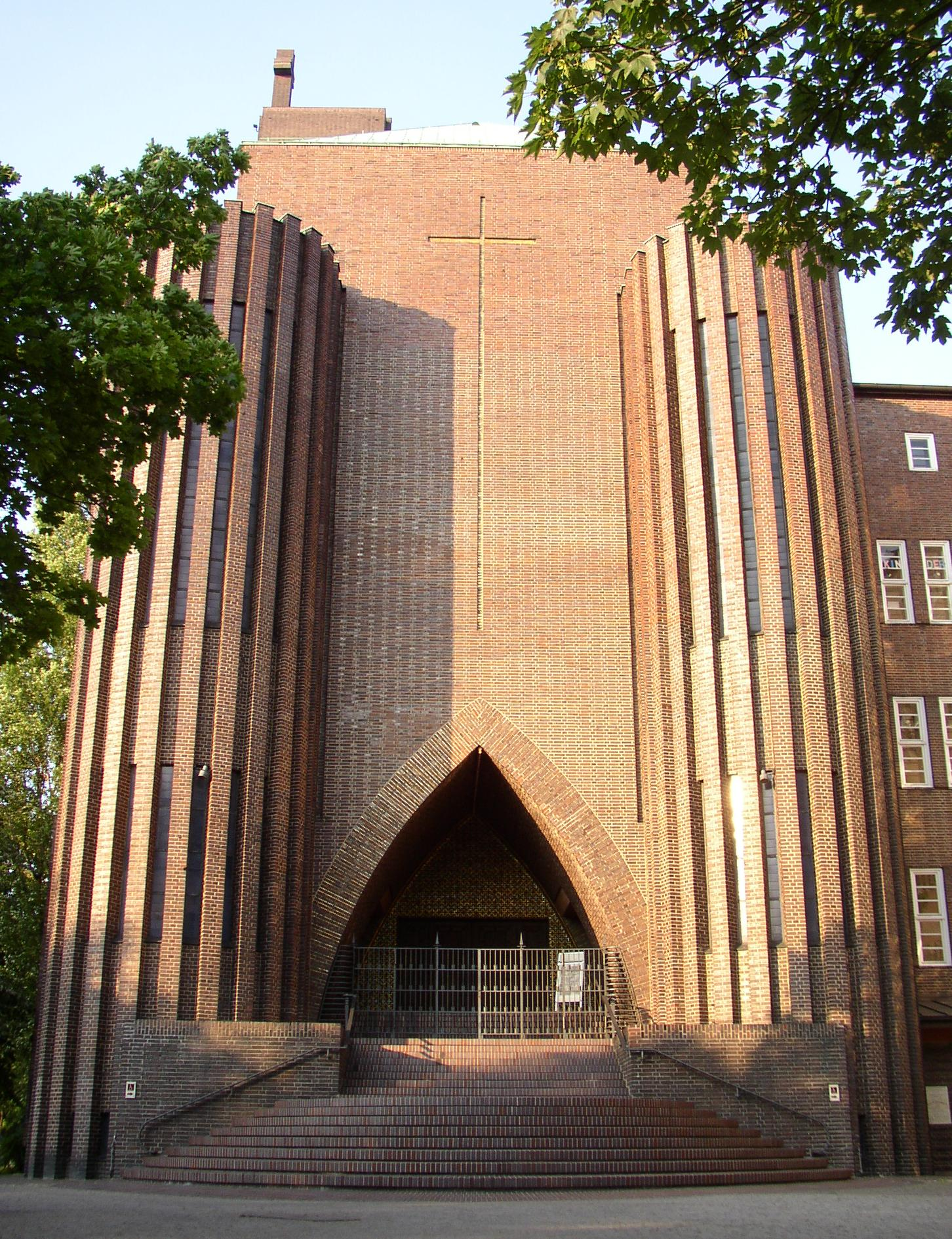
Kirche am Hohenzollerndamm à Berlin-Wilmersdorf
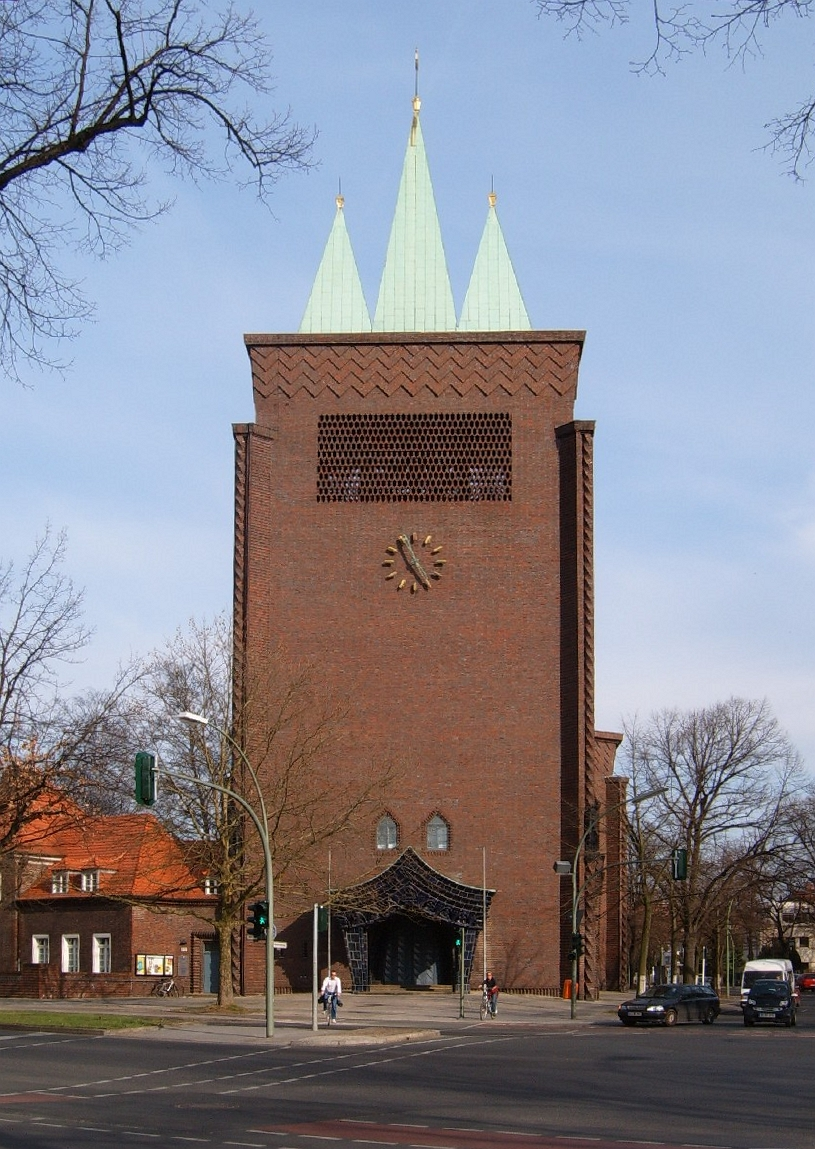
Kreuzkirche à Berlin-Schmargendorf
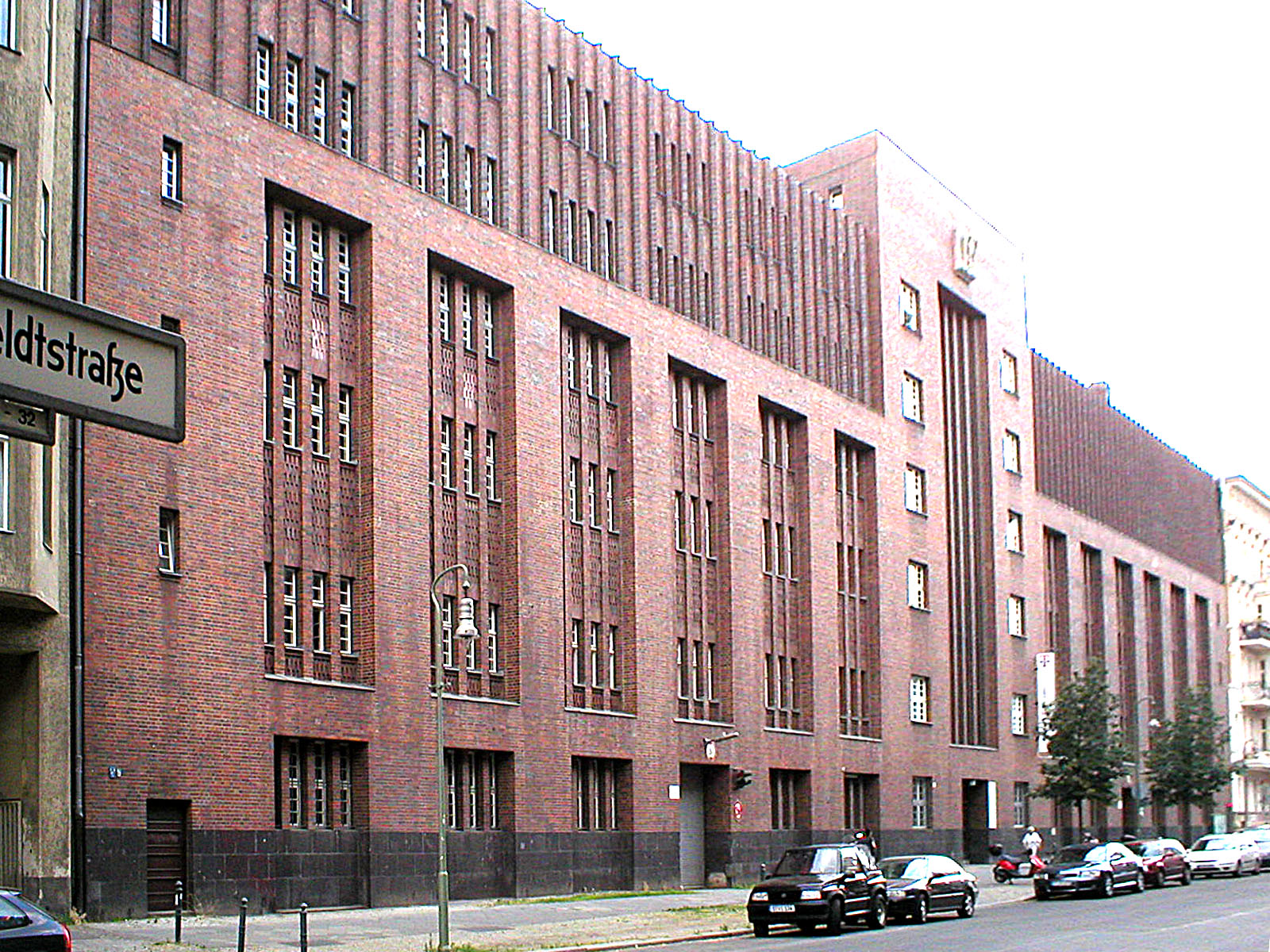
Fernmeldeamt, Winterfeldtstraße
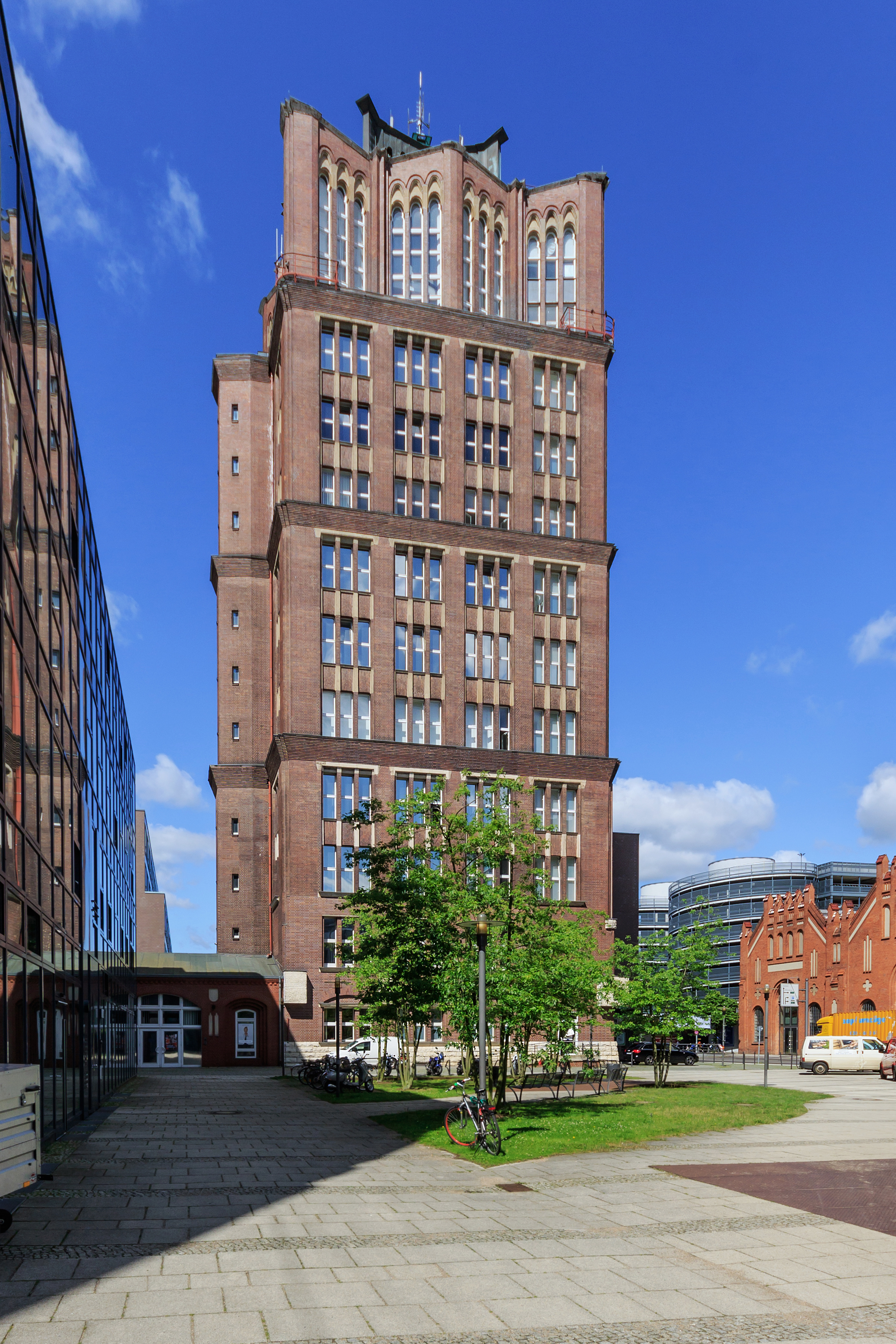
Tour Borsig à Berlin-Tegel de 1922 à1925

## Pays-Bas

Aux Pays-Bas
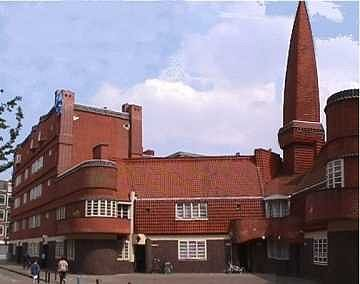
Het Schip à Amsterdam
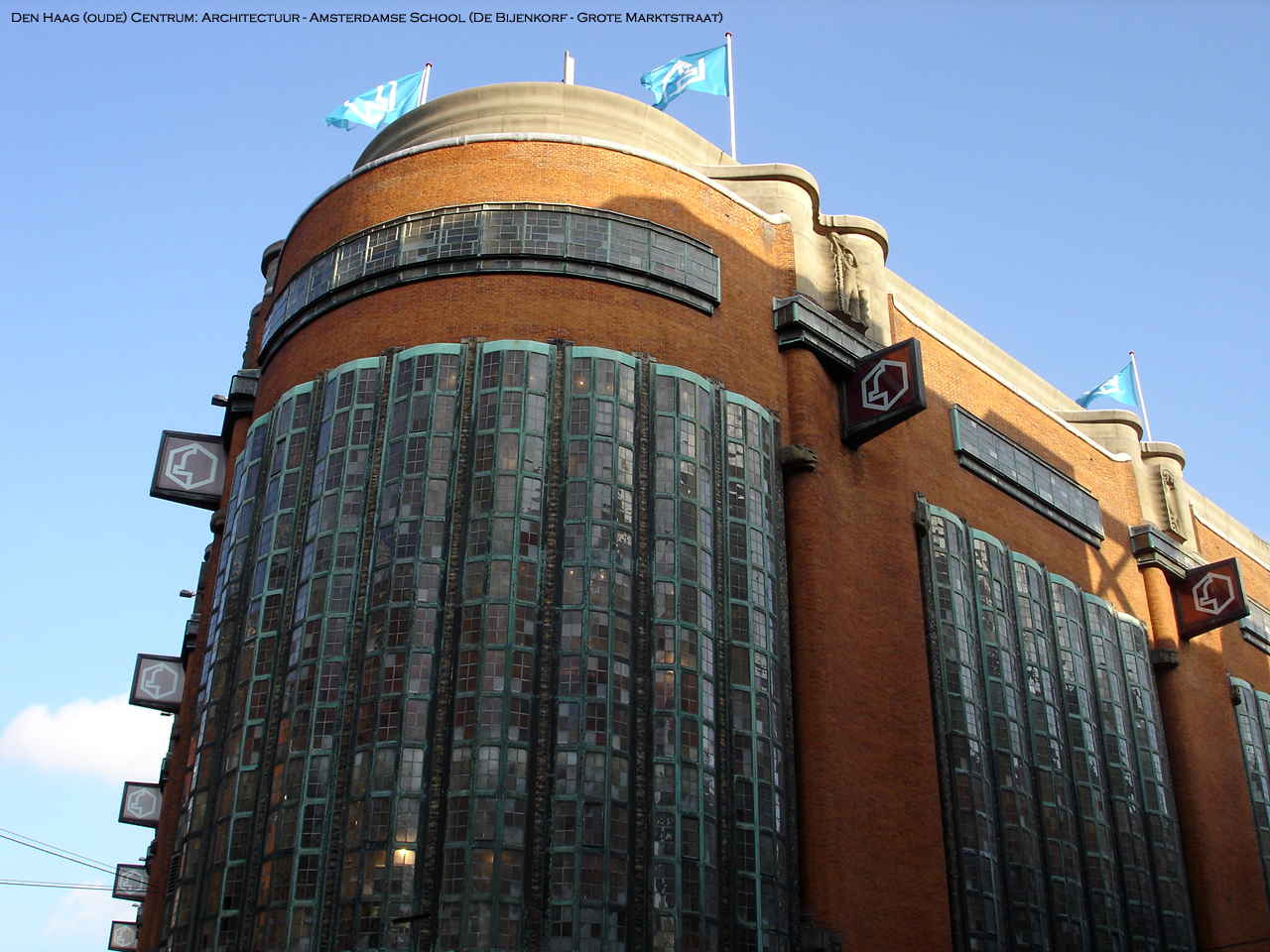
Grans magasins De Bijenkorf à La Haye
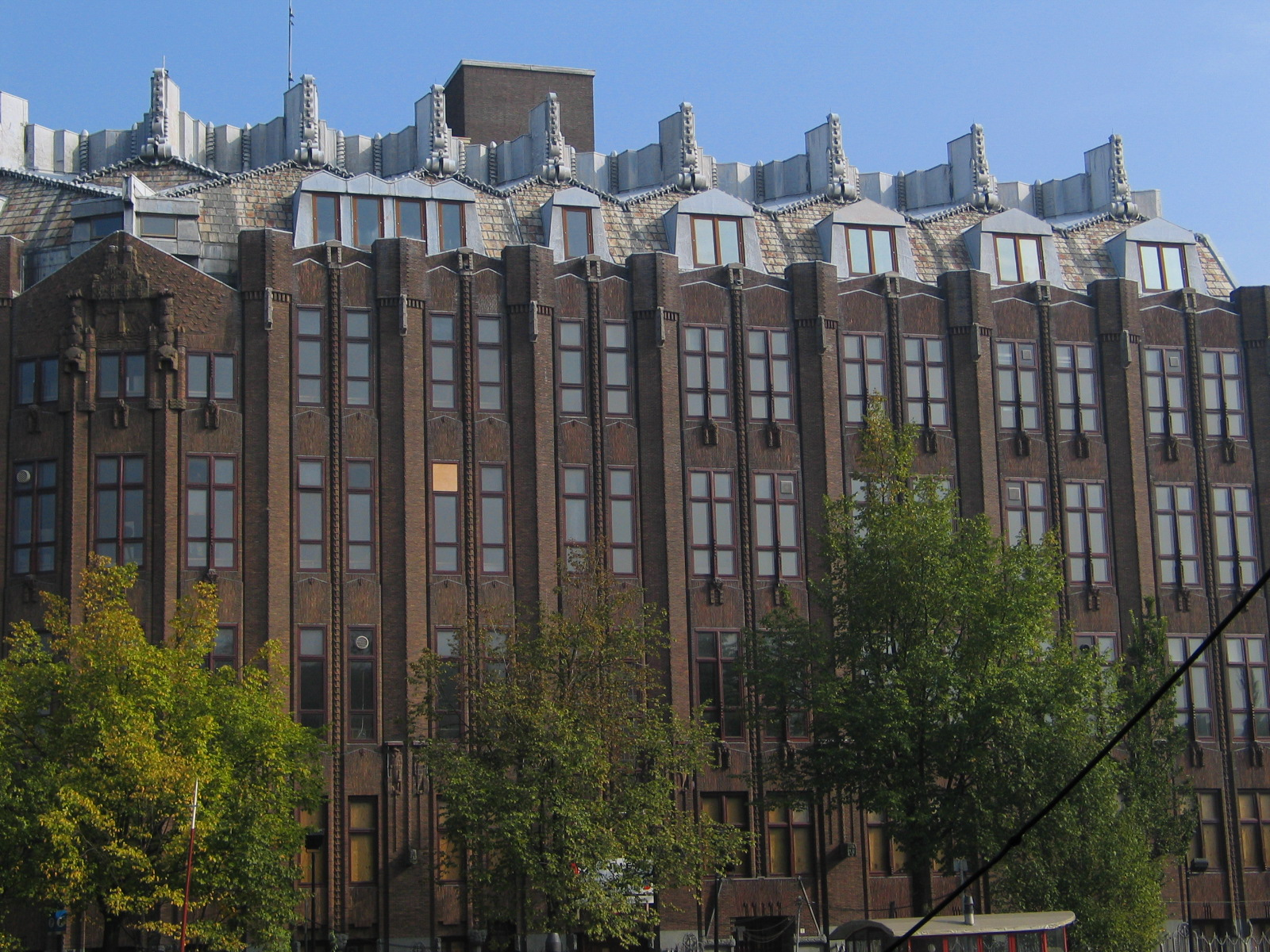
Université d'Amsterdam

## Ailleurs
D'autres exemples importants de l'Expressionnisme de brique incluent la Großmarkthalle à Francfort-sur-le-Main, le Hall du Main dans le quartier Höchst à Francfort et l'église de Grundtvig à Copenhague.

Expressionnisme de brique hors du cœur du mouvement
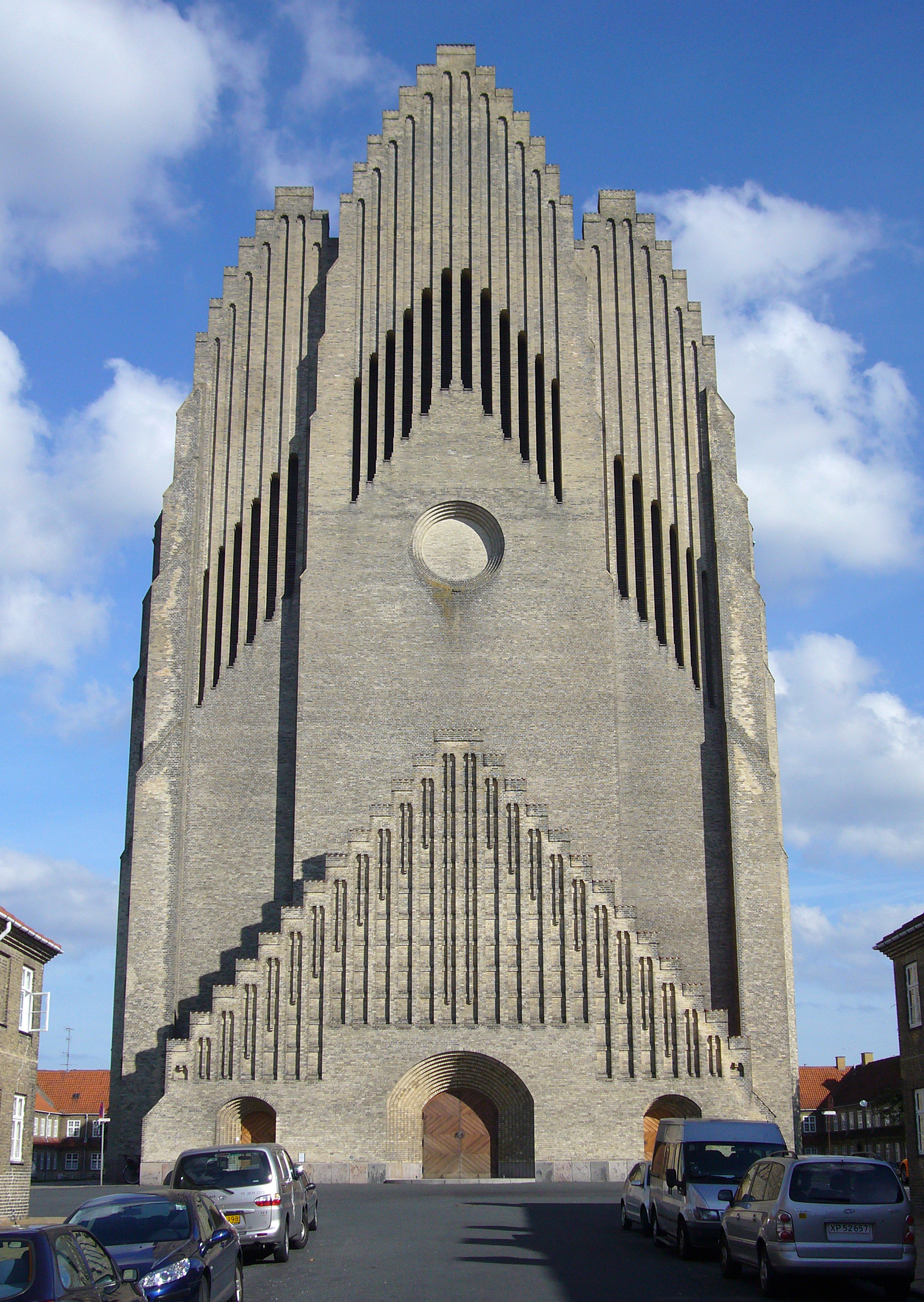
Église de Grundtvig à Copenhague.
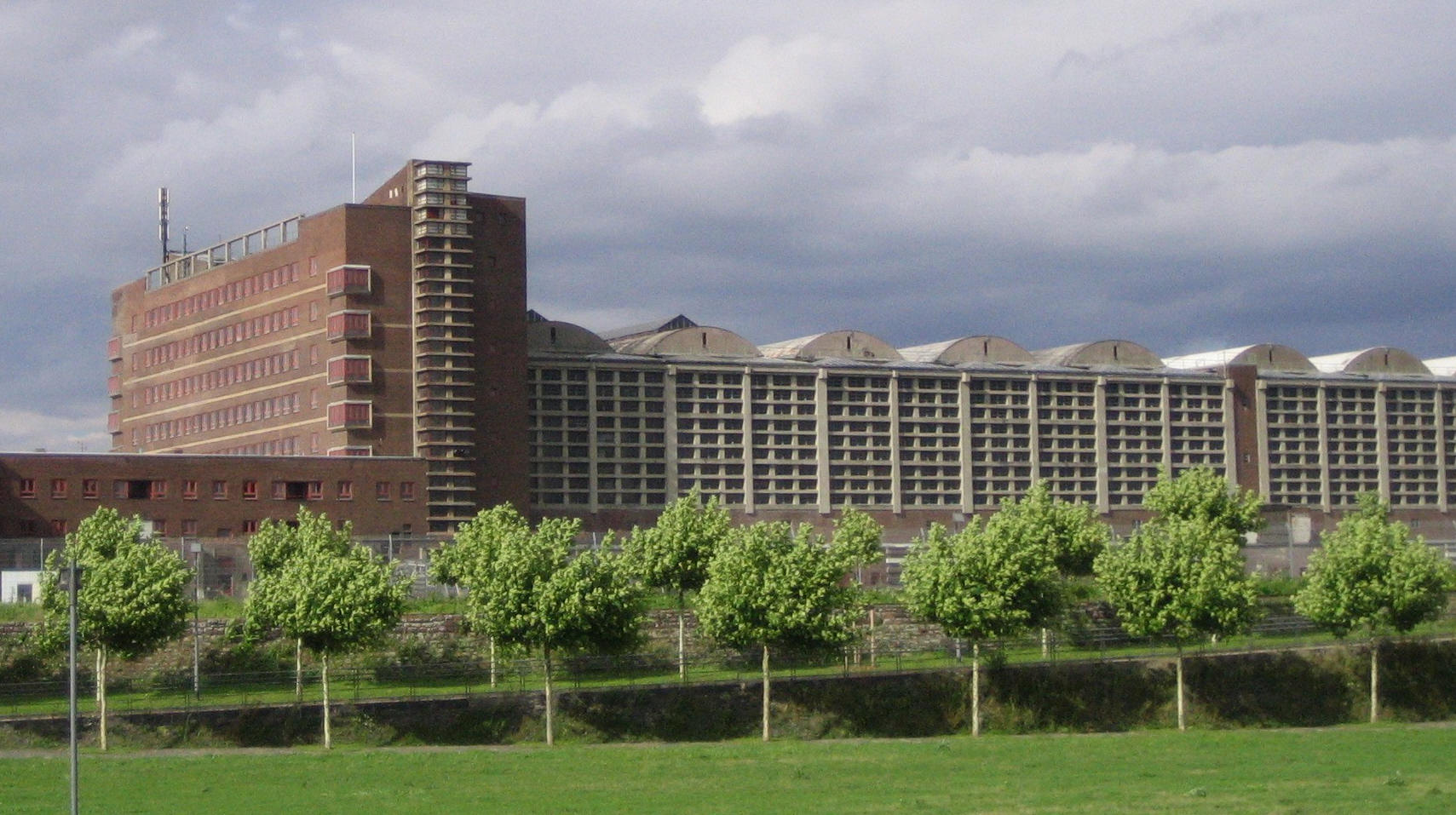
Großmarkthalle à Francfort-sur-le-Main.
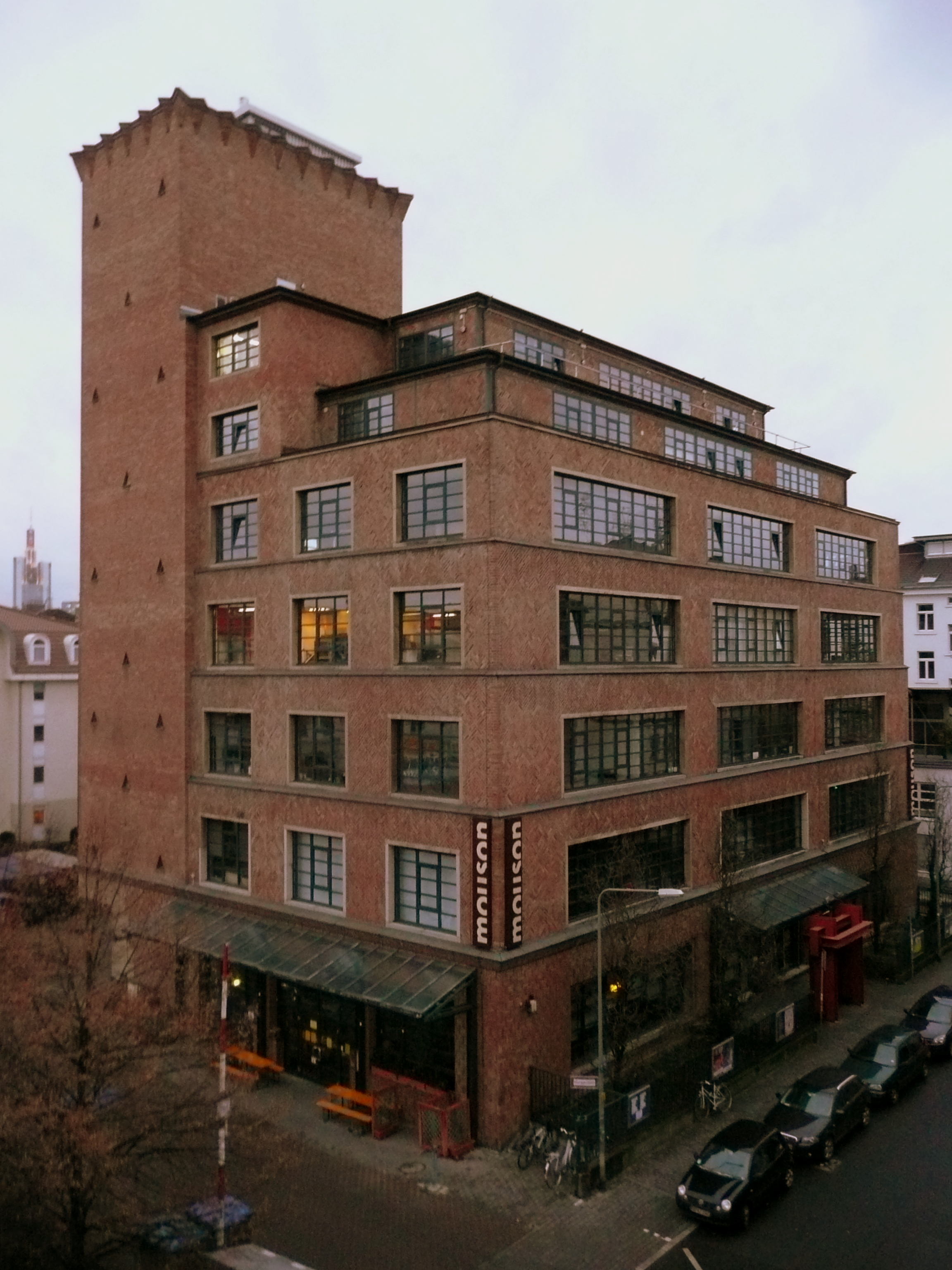
Mousonturm (bâtiment d'usine, aujourd'hui un théâtre) à Francfort-sur-le-Main.
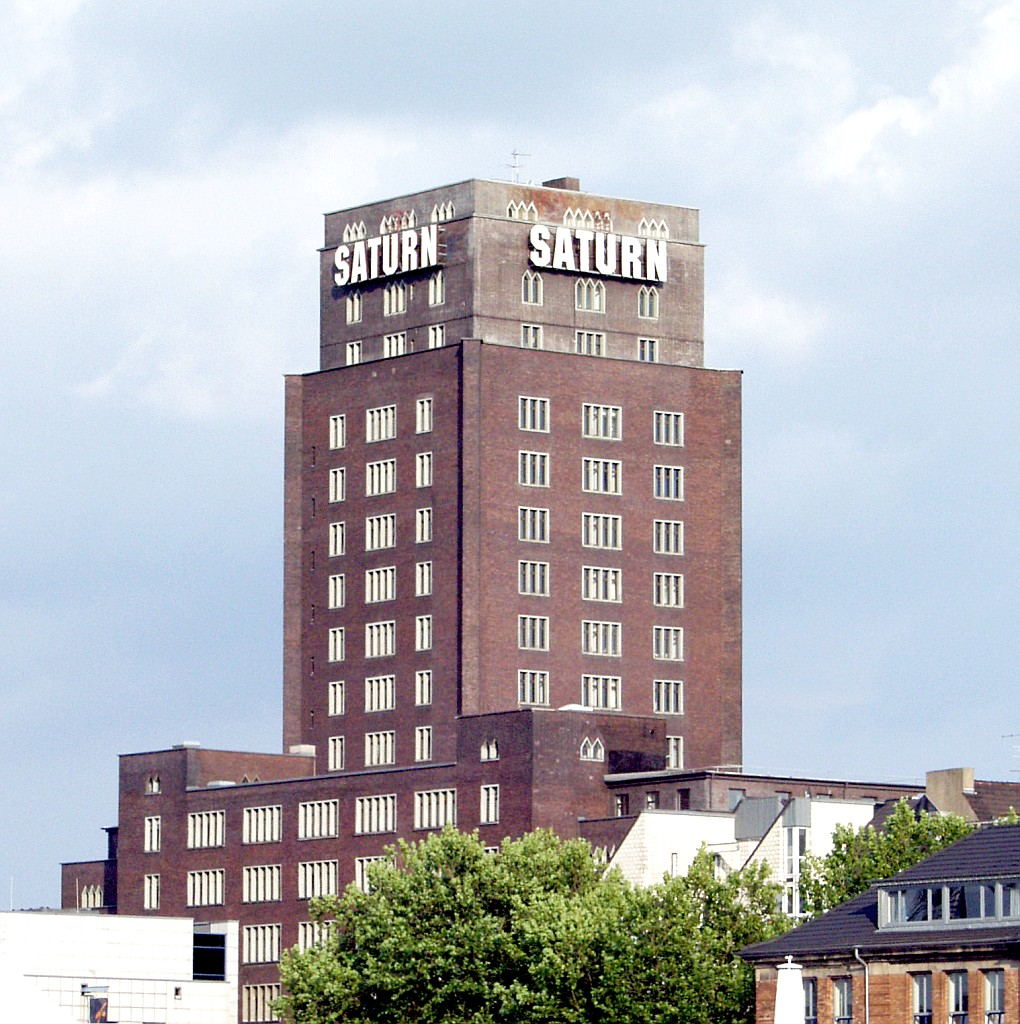
Hansahochhaus à Cologne.
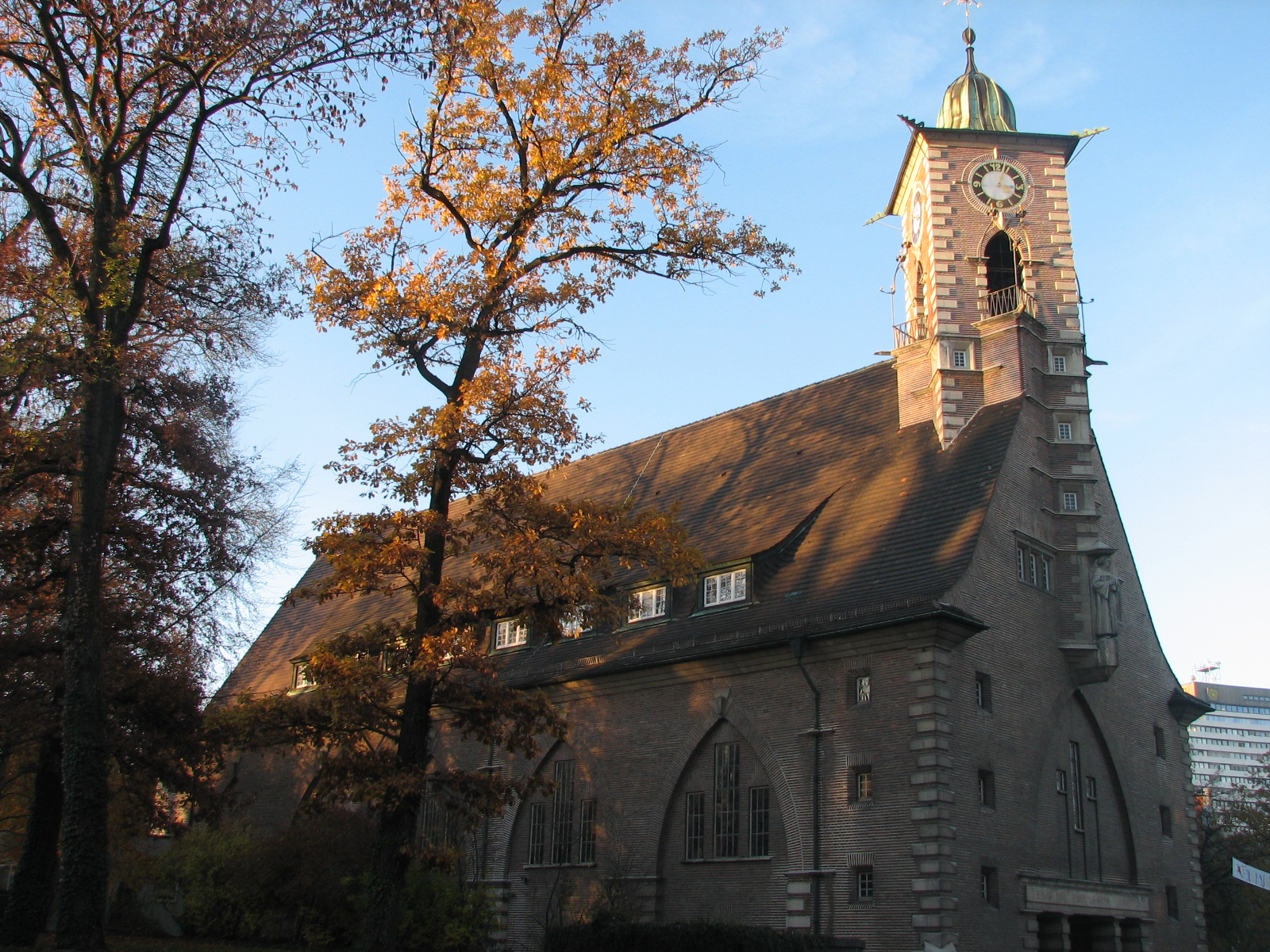
Église Martin-Luther à Ulm.
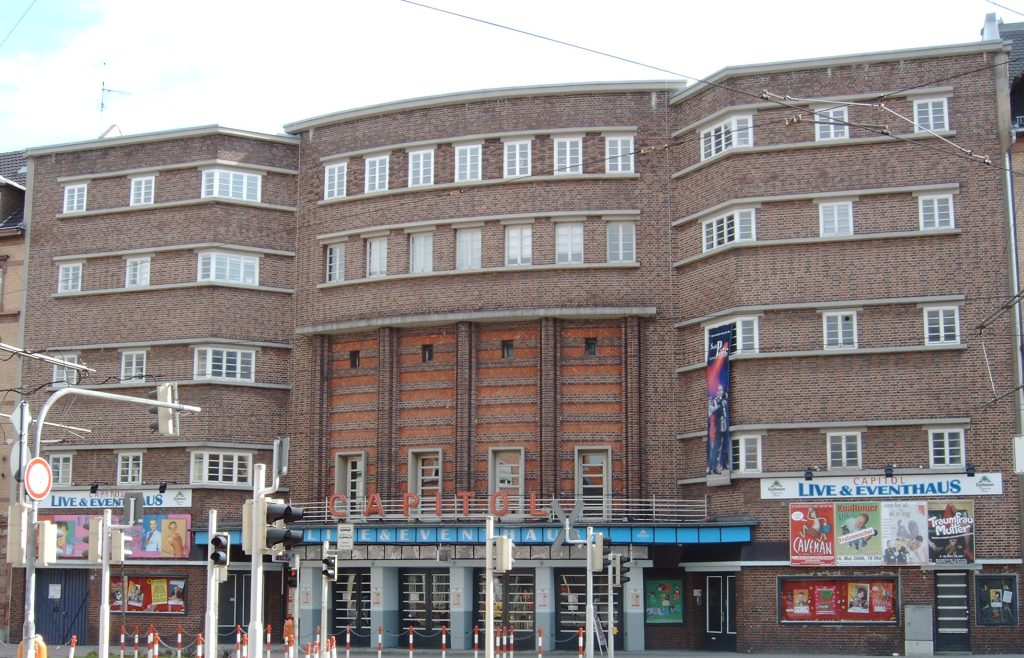
Capitol (à l'origine un cinéma) à Mannheim.

## Architectes emblématique de l'Expressionnisme de brique
- Peter Behrens
- Dominikus Böhm (Cologne, Ruhr, Souabe, Hesse)
- Martin Elsaesser (sud de l'Allemagne)
- Alfred Fischer (en) (Essen dans la Ruhr)
- Josef Franke (Gelsenkirchen dans la Ruhr)
- Fritz Höger (nord de l'Allemagne et Hambourg, avec la Chilehaus comme œuvre-manifeste)
- Michel de Klerk (Amsterdam)
- Edmund Körner (Ruhr)
- Max Krusemark (environ de Münster en Westphalie)
- Wilhelm Kreis (Rhénanie et Westphalie)
- Paul Mebes (Berlin, est de l'Allemagne)
- Hans Poelzig (Berlin, Breslau)
- Wilhelm Riphahn (Cologne)
- Fritz Schumacher (Hambourg)
- Theodor Veil (sud de l'Allemagne et Aix-la-Chapelle)